# Liste der Kinos im Berliner Bezirk Neukölln
Die Liste der Kinos im Berliner Bezirk Neukölln gibt eine Übersicht aller Kinos, die im Berliner Bezirk Neukölln existiert haben oder noch existieren. In der Liste sind die Ortsteile entsprechend der Grenzen seit der Bezirksreform 2001 enthalten und alphabetisch vorsortiert: Neukölln, Britz, Buckow, Rudow, Gropiusstadt. Die Liste wurde nach Angaben aus den Recherchen im Kino-Wiki aufgebaut und mit Zusammenhängen der Berliner Kinogeschichte aus weiteren historischen und aktuellen Bezügen verknüpft. Sie spiegelt den Stand der in Berlin jemals vorhanden gewesenen Filmvorführeinrichtungen als auch die Situation im Januar 2020 wider. Danach gibt es in Berlin 92 Spielstätten, was Platz eins in Deutschland bedeutet, gefolgt von München (38), Hamburg (28), Dresden (18) sowie Köln und Stuttgart (je 17). 
Gleichzeitig ist diese Zusammenstellung ein Teil der Listen aller Berliner Kinos und der Ortsteillisten.

## Einleitung

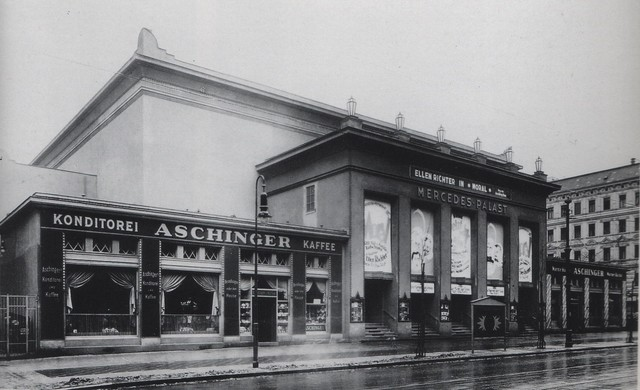
Mercedes-Palast (Foto: 1936)

Siedlungen für die Arbeiter rückten seit 1870 von Berlin nach Rixdorf vor und Kinos brachten Kultur, „sie waren schmucklos bestuhlt und befanden sich in Mietshäusern, Ladenkinos oftmals mit Biertheke“. Ein zeitgenössischer Bericht über das Publikum lautete: „Das Publikum trägt einfache, verschmutze Kleidung und hat schlechte Umgangsformen“. „Das erste feste [Kinogebäude] war das 1903 in der Herrmannstraße eröffnete „Elite“. Ab 1909 kamen die „Passage-Lichtspiele“ mit zweigeschossigem Zuschauerraum, Goldverzierungen und Kronleuchter für das Bürgertum. 1912 rangen gleich 27 Häuser um die Besucher. Die späten 1920er Jahre brachten prunkvollere Bauten, wie das „Palast-Kino Stern“ als erstes eigenständiges Filmtheater. Der „Mercedes-Palast“ war das seinerzeit größte Filmtheater Europas. Fliegerbomben im Zweiten Weltkrieg beschädigten viele Neuköllner Kinos.“ „Im Zweiten Weltkrieg erleidet auch die Neuköllner Kinolandschaft schwere Verluste. Was an ausgebombten oder teilzerstörten Bauten übrigbleibt, gelangt unter die Verwaltung der amerikanischen Streitkräfte. Trotzdem spielen 1946 immer noch 16 Kinos.“ () Nach dem Krieg entstanden in den 1950er Jahren in Baulücken einige neue Kinobauten, der Betrieb in vom Krieg verschonten Stätten wurde weitergeführt. Meist wurde 1957 auf Breitwand modernisiert. Die 1960er Jahre brachten schließlich den Konsumgedanken voran und mit veränderten Sichtgewohnheiten die Kino-Krise: Kinos wurden Supermärkte. Mit Programmkinos und Multiplex kam eine Renaissance für Freunde des Films.
In den südlichen Ortsteilen Rudow, Britz und Buckow entstanden mit deren zunehmender Besiedlung wenige Kinos in Stadtrandlage. Die Lage des Ortsteils Neukölln entlang der S-Bahn nach Grünau und Schönefeld begründete in den 1950er Jahren zahlreiche Grenzkinos. „Die Neuköllner Grenzkinos sind weit über den Bezirk verteilt, und verlagern sich durch die Nähe zum Ost-Sektor bis in die Ortsteile Britz, Buckow und Rudow. Es gibt kaum Informationen über diese Grenzkinos, obwohl sie keinesfalls architektonische Mauerblümchen waren.“ Augenzeugen berichten von dem Strom der Ostbesucher in Westkinos, der bei Ende des Kinoabends über die Oberbaumbrücke zum S-Bahnhof Warschauer Straße heim ging.
Im Gewerbeteil für Rixdorf bzw. Neukölln (SO 32, auch S 59) in Berliner Adressbüchern bis 1920 sind für mit Kinematographen ihr Gewerbe Betreibende die folgenden Einträge vorhanden. Zu einigen Angaben fanden sich keine weiteren Belege, weitere Bezüge sind in der Liste aufgeführt.
- Anzengruber Straße 12: E. Sindlinger (1919/5762)
- Bergstraße 55.56: Bernhard Finke (1912/6080), (1914/6644), Willibald Griep (1921/6151) → Universal-Theater
- Bergstraße 64: C. Kühn (1920/5823)
- Bergstraße 67: W. Jungnickel & Co. (1908/5237), (1909/5493), (1910/5695), (1911/5904), E. Gall (1912/6080)
- Bergstraße 102–106: Samuel Rappaport (1913/6488), (1914/6644), (1915/6532) → Central-Theater-Lichtspiele
- Bergstraße 147: C. Lorenz (1916/6181), (1917/6156)
- Bergstraße 150.151: F. Singer (1911/5904), (1912/6080) und J. Heck (1912/6080), dann Excelsior-Lichtspieltheater Ges.mbH (1913/6488), (1914/6644), (1915/6532), (1916/6181), (1917/6156), (1918/5829), (1920/5823), (1921/6151)
- Berliner Straße 1/2: Max Walter Vitascope-Theater „Rollkrug“ (1911/5904), (1912/6080), Grenbaum (1913/6488), (1914/6644), K. Rudolph (1918/5829), ab 1924 (#3828) als Ufa-Theater
- Berliner Straße 51–52: Gala-Lichtspiele GmbH (1914/6644), (1915/6532)
- Berliner Straße 100: A. Stübbe (1907/4943)
- Berliner Straße 103.104: F. Martin (1913/6488)
- Berliner Straße 80.81: P. Michalowski (1908/5237), E. Bastanier (1910/5695), (1912/6080)
- Biebrichstraße 15.16: H. Bontel (1916/6181), (1917/6156)
- Friedelstraße 30: F. Bar(r)heine (1913/6488)
- Friedelstraße 37.38: R. Staudemeyer (1908/5237)
- Hermannstraße 20: J. Salomonowitz (1921/6151), S. Slorowitz (1924/3886)
- Hermannstraße 32: O. Zahn (1908/5237), (1910/5695), (1911/5904)
- Hermannstraße 35: H. Dreese (1913/6488), (1915/6532)
- Hermannstraße 49: Stern-Lichtspiele GmbH: zuvor Kochstraße 59: (1917/6156) (1918/5829), (1920/5823), (1921/6151)
- Hermannstraße 55: C. Umlauf (1914/6644)
- Hermannstraße 166.167: Zigold & Braun (1913/6488), (1914/6644), (1915/6532), H. Klette (1919/5762), E. Tränkner (1919/5762). Weiteres unter #Hermann-Lichtspiele
- Hermannstraße 210: Richard Potschka & Co. (1912/6080)
- Hermannstraße 225: O. Schulze (1919/5762)
- Hermannstraße 256.257: Altmann (1915/6532)
- Hertzbergstraße 23.24: F. Jaß (1915/6532)
- Kaiser-Friedrich-Straße 8: M. Hellmann (1909/5493)
- Kirchhofstraße 17: Agnes Kühn (1925/4049)
- Kochstraße 59: Stern-Lichtspiele GmbH (1917/6156) >>
- Leykestraße 15: F. Beyer (1914/6644)
- Neue Jonasstraße 32: O. Scheidemann (1913/6488)
- Pannierstraße 61: W. Schubert (1907/4943)
- Pflügerstraße 74: W. Mill (1915/6532)
- Richardstraße 12.13: J. Heck (1911/5904), (1912/6080)
- Richardstraße 101: A. Brückmann (1914/6644)
- Sanderstraße 26: A. Busch (1915/6532), (1917/6156), (1918/5829)
- Siegfriedstraße 36.37: O. Dippold (1915/6532), E. Fesch (1918/5829)
- Steinmetzstraße 83: W. Pusewey & Eggert (1913/6488), (1914/6644)
- Stuttgarter Straße: R. Lehmann (1913/6488), (1914/6644), (1915/6532), (1916/6181), (1917/6156)
- Weserstraße 16: G. Ückert (1907/4943)
- Weserstraße 200: C. Hoffmann (1911/5904)

Kinematographentheater gab es auch Weichselstraße 8 (A. Heide – 1925/4049) und Weisestraße 61 (Charlotte Jansen – 1924/3828 – 1925/4049).

## Kinoliste
| Name/Lage                                                                                           | Adresse                                                        | Bestand   | Beschreibung |
| --------------------------------------------------------------------------------------------------- | -------------------------------------------------------------- | --------- | --- |
| AKI --- Schauburg, Neuköllner Lichtspiele, Excelsior, Deutsche Lichtspiele DW (Lage)                | Neukölln Karl-Marx-Straße 163                                  | 1914–1967 | 1914 eröffnete Willy Zemlin an der Bergstraße 151 Ecke Richardsburgweg ein erstes Kinematographentheater mit 321 Plätzen im „Deutschen Wirtshaus“, während des Ersten Weltkriegs als „Deutsches Lichtspielhaus“ geführt. 1916 wurde dieses Kino neugestaltet und auf 700 Plätze erweitert. Dieses wurde von der Vereinigten Kukuk-Excelsior-Stern-Lichtspiele zu den vier größten Kinos Neuköllns unter Geschäftsführung von Hermann Baum zusammengeschlossen. Dabei wurde es 1918 zum „Excelsior-Lichtspielhaus“. 1928 wurde das Kino wiederum neu unter dem Namen „Neuköllner Lichtspielhaus“ im Besitz von Emil Ellermann und Max Förster eröffnet. eröffnet. Mit der Umstellung 1933 auf Tonfilm bei der Übernahme des Kinobesitzes durch Alfred Behr und Moritz Hamburger (Geschäftsführer: F. Kattwinkel) wurde die Spielstätte „Schauburg“ benannt. Den Besitz übernahm 1936 die Schauburg Neukölln Filmtheater-Betriebs-Ges.mbH und 1938 ist Franz Woelke als Inhaber im Kino-Adressbuch notiert. Jedoch wurde das Geschäftsgebäude durch Kriegseinwirkung schwer beschädigt und damit endete die Existenz der Schauburg. Die anfängliche Kinoadresse hatte sich durch geänderte Zählung auf der Bergstraße zu 136/137 geändert und wurde 1947 durch Umbenennung und die neue Orientierungsnummerierung zu Karl-Marx-Straße 163. Die Geschichte der Spielstätte begann vor dem Ersten Weltkrieg mit Stummfilmvorführungen vor 300 Zuschauern, durch den Umbau 1916 waren 700 Zuschauerplätze (655 bis 705) entstanden. Es gab einen täglichem Spielbetrieb, die Vorführungen von einer Sechs-Mann-Kapelle musikalisch untermalt. Seit 1930 waren 600 Sitzplätze angegeben. 1933 wurde dem Zeittrend folgend eine Tonfilmtechnik von Kinoton eingebaut, der Saal mit einer Bühne von 8 m × 6 m wiederum für 700 Zuschauer. 1944 bis 1952 war das Gebäude zerstört. „Nach der Zerstörung im Krieg füllen die Architekten Bertels und Schweitzer 1952 im Zuge des Wiederaufbaus des ehemaligen Treffpunktes „Boulevard Bergstraße“ die Bombenschneise mit einem schmalen zweigeschossigen Kinobau, dem zweiten Berliner AKI.“ () Der drehbare Name aki und die großen Leuchtbuchstaben Aktualitätenkino lockten die im Nachkriegsberlin an Informationen interessierten Neuköllner an. „Acht Wochen nach der Eröffnung des ersten Aktualitäten-Kinos in Berlin (Joachimsthaler Straße) wurde nun auch in dem dichtbesiedelten Stadtteil Neukölln ein AKI dem Publikum übergeben. Im äußeren Stil und in der Innenarchitektur ähnelt es dem ersten, von dem es auch das komplette Programm übernimmt. Die Architekten Bartels und Schweitzer schufen den Neuköllner Bau, der 592 Personen Platz bietet. Mit einer Ansprache von Dr. Bernhard Fränk, dem Leiter der in Frankfurt a. Main beheimateten Aktualitäten-Kino-Aktiengesellschaft, und einem Presse-Empfang wurde Berlins zweites AKI eröffnet.“ () „Das Theater wirkte mit seinem nach hinten stark ansteigendem Parkett größer, als es die Platzzahl erwarten ließ. Dem Foyer wurde durch den Einbau eines Aquariums sowie eines Terrariums eine aparte Note gegeben. Der Eingang hatte ein weit ausholendes Vordach und originelle Beleuchtungseffekte.“ () Die AKI-AG. aus Frankfurt am Main hatte unter Theaterleiter Rolf-Joachim Freis ihr Kinokonzept in Berlin zum zweiten Mal mit 592 Plätzen im Saal umgesetzt. Bei stündlichen Wechseln an sieben Wochentagen wurden 112 Vorstellungen gegeben. Die Bild- und Ton-Technik kam von Philips: für die Vorführung eine FP 5-Appartur, es gab eine Dia-Anlage. Im Laufe des Jahres 1956 wurde CinemaScope mit Einkanal-Lichtton für 1:2,35 eingerichtet. Für die Zuschauer gab es (nun) 580 Flachpolster-Klappsessel von Kamphöner. Ab 1960 war Gerhard Fischer der Leiter von da an ist im Kino-Adressbuch SuperScope mit Extra-Wand, Lichtquelle: Xenon eingetragen. Der Betrieb lief bis 1967, danach nutzte ein Supermarkt das Geschäftshaus, dessen Verkaufsfläche liegt im Kinosaal. Die gewundene Treppe zum Vorführraum erinnert an das Kino. |
| Apollo-Lichtspiele (Lage)                                                                           | Neukölln Karl-Marx-Straße 222                                  | 1910–1966 | 1910 begann im Wohn- und Geschäftshaus Bergstraße 64 der Kinobetrieb in Rixdorf. Mit der Strukturänderung um Berlin wurde 1912 der Vorort zur Stadt Neukölln. Ab 1917 wurde das Kino als Apollo-Lichtspiele genannt. Rudolf Steinlein nennt als Gründungsjahr seines Theaters mit 450 Plätzen 1913. Ein Eintrag für 1920 fehlt zwar, 1921 ist Karl Kühn als Inhaber genannt, nach seinem Tod führt Otto Sommerfeld namens von Agnes Kühn und Erben den Spielbetrieb weiter. Agnes Kühn hat wohl Alfred Behr und Moritz Hamburger, die bereits ein unweit in der Straße liegendes Lichtspiel besaßen, verkauft. Auf deren Eintrag im Kino-Adressbuch beruht auch die Angabe zur Gründung im Jahre 1910. Die Geschäfte wurden von F. Kattwinkel geführt, gespielt wurde täglich und für den Stummfilmen gaben sechs Musiker die akustische Untermalung. Die Möglichkeit zur Tonfilmwiedergabe wurde 1931 mit Mihaly-Technik (Kinoton) für 461 Plätze eingebaut. Ab 1936 sind die Inhaberrechte an die „Schauburg, Neukölln, Filmtheater-Betriebs-Ges. mbH“ übertragen und Franz Woelke aus Berlin-Tempelhof übernimmt den Betrieb. Die Adresse änderte sich 1947 durch Umbenennung in Karl-Marx-Straße 222 (gegenüber der Thüringer, seit 1964 Braunschweiger Straße). Das Kinogebäude blieb erhalten und der Betrieb konnte in den Nachkriegsjahren von Frau G. Lindner fortgesetzt werden. 1950 ist als Inhaberin die „Apollo-Lichtspiel GmbH, Liesbeth Woelke“ aufgenommen. Mit 450 Plätzen auf Holzklappsitzen werden wöchentlich 16 Vorstellungen bei täglichen Vorführungen gegeben, vorgeführt wird von einer Ernemann II-Apparatur und der Ton kommt vom AEG-Verstärker „Klangfilm KL VZ 403a / 402a“, Dia können mit Ton projektiert werden. 1958 kommt das Bild- und Tonsystem CinemaScope Einkanal-Lichtton für 1:2,35 ins Kino, für die Vorführung eine Ernemann IV (Lichtquelle: Reinkohle) und dazu die Schwerhörigenanlage. Noch 1962 wurde Heinz Diedrich Kinoinhaber und führte die Stätte bis 1966 weiter. Danach wurden die Kinoräume vom Handel genutzt, aktuell befindet sich dort ein Teppich-Ladengeschäft. |
| Atlas-Palast (Lage)                                                                                 | Neukölln Flughafenstraße 5                                     | 1954–1967 | Das Mietshaus in der Flughafenstraße wurde für das Ruinengrundstück an der Ecke Karl-Marx-Straße 1954/1955 von Architekt Wolfgang Wunsch und Ingenieur Johannes Rosenthal mit dem „Atlas-Palast“ entworfen. Nach verschiedenen Vorentürfen entstand ein sechsgeschossiges Mietshaus mit dem Kinoeinbau. Der verglaste Eingangsbereich lag schräg ins Hausinnere, der Zuschauersaal mit geschwungenen Stuhlreihen lag in einem Anbau über die Wohnhaustiefe hinaus. Der Rang und darunter die Vorführkabine liegen im Hausbereich. Das Kino wurde am 23. Oktober 1954 mit dem Film Quo Vadis eröffnet und hatte relativ hohe Eintrittspreise. „Auch im Atlas, das 728 Zuschauern Platz bietet, könnten CinemaScope-Filme gespielt werden. Inhaber Otto Dähn ließ das Haus von Architekt Wolfgang Wunsch geschmackvoll ausbauen. Auch hier Schröder & Henzelmann-Bestuhlung, auch hier technische Ausstattung durch UFA-Handel. Im Vorführraum Ernemann X-Maschinen.“ () Der Inhaber Otto betrieb bereits seit 1949 den Globus-Palast, von den (1958) 737 Zuschauerplätzen lagen 272 im Rang. „Die Stühle waren rot und gelb aus abwaschbarem Material. Das Kino besass von Anfang an eine Cinema-Scope-Anlage. Im Foyer beeindruckten schöne Mosaiken. […] Lediglich die Wendeltreppe mit gläserner Fensterfront lässt noch erkennen, dass das Gebäude incl. Kino mal ein echtes Schmuckstück war.“ () 1957 wechselte die Inhaberform und die die Geschäfte der „Otto Dähn Lichtspielbetriebe“ von Günter Grünberg geführt. Täglich gab es drei Vorstellungen und wöchentlich ein Spät- und eine Matineevorstellung. Die Kinotechnik bestand aus der Apparatur Ernemann X, Verstärker und Lautsprecher von Zeiss Ikon. Das CinemaScope-System erlaubte Einkanal-Lichtton und Vierkanal-Magnetton im Seitenverhältnis 1:2,35 und 1:2,55. Das Kino gegenüber vom großen Kaufhaus wurde ab 1964 von Eva Staar noch bis 1967 bespielt. Der abnehmende finanzielle Erfolg von Kinos war wohl ie Ursache, so standen die Räume zunächst leer, bevor das Gebäude 1969 umgebaut wurde. Lediglich die Wendeltreppe mit gläserner Fensterfront lässt noch erkennen, dass das Gebäude mit Kino mal ein echtes Schmuckstück war. Die ehemaligen Kinoräume im verwahrlosten Bau werden vom Supermarkt im benachbarten Eckhaus der Karl-Marx-Straße genutzt. |
| Autokino Rudow (Lage)                                                                               | Rudow Waltersdorfer Chaussee 172/174                           | 1966–1983 | Auf dem damals noch landwirtschaftlich genutzten Rudower Grundstück an der Waltersdorfer Chaussee unweit vom Grenzkontrollpunkt wurde das Autokino eingerichtet. 1966 eröffnet im Süden von West-Berlin nahe der Berliner Mauer die „Olympia-Kinobetriebsgesellschaft mbH“ (Post: Berlin 19 Heerstraße 21) das zweite Autokino Berlins. Die große Metall-Bildwand war von der DDR-Seite aus Schönefeld und auch von der Autobahn zu sehen. „Die wachhabenden Soldaten auf DDR-Gebiet konnten so mit Ferngläsern den Filmen aus der Entfernung folgen.“ Das Kino hatte 1100 Wageneinstellplätze. „31. Oktober 82 Schließung: Berlin, Autokino Berlin-Rudow Inh.: Olympic FTB Heinz Riech & Sohn“ () Das Autokino wurde saisonal betrieben und letztlich, da die Nachfrage sank, nicht wieder in Betrieb genommen. In der Die Berliner Autokino-Geschichte ist das am längsten bespielte das Autokino Rudow (1966 bis 1984). Die Fläche gehört am Westrand zur Waltersdorfer Chaussee des Südparks zwischen dem Wohngebiet Gartenstadt und der südlichen Stadtgrenze. Seit 1996 grenzt der Hiltrud-Dudek-Weg Wohngebiet und Parkfläche, dessen gerade nummerierte Wohnhäuser an seiner Nordseite liegen. |
| Bambi-Filmtheater --- Siegfried-Lichtspiele (Lage)                                                  | Neukölln Siegfriedstraße 36/37                                 | 1911–1961 | 250 m vom S-Bahnhof Hermannstraße wurde in der Siegfriedstraße / Ecke Boberstraße bereits 1911 in einem Mietshaus ein Ladenkino eingerichtet. 1914/1915 ist der im Haus wohnende Otto Dippold Kinematographenbesitzer. Im Kino-Adressbuch sind für das Jahr 1920 die „seit mehreren Jahren“ bestehenden „Siegfried-Lichtspiele“ von Albert Standtke mit 200 Plätzen aufgenommen. Als Spieltage wird für „Winter täglich“ und für „Sommer halbe Woche“ eingetragen. In der Folgeauflage des Kino-Adressbuchs sind Lichtspiele für den neuen Inhaber S. Schmitz verzeichnet mit 150 Plätzen und Vorstellungen am Freitag bis Montag, die „1911 gegründet“ wurden. Mit dem 1922 war die Filmvorführung der „Siegfried-Lichtspiele“ eingestellt worden. In den Kinoräumen befanden sich seither Ladengeschäfte. Durch Kriegseinwirkung gab es Schäden am Eckhaus Siegfriedstraße und entlang der Westseite der Boberstraße zur Emser Straße. Das fünfgeschossige Haus wurde wieder hergestellt. Im Erdgeschoss des Eckhauses wurde 1952 das „Bambi-Filmtheater“ mit 185 Sitzplätzen von Elfriede und Martin Esbold eröffnet. Das kleine Kino wurde täglich (23 Wochenvorstellungen) bespielt. Die Filme wurden mit einem Projektions-Apparat Bauer-Sonolux II projiziert, der Ton mit einem Uniphon OM-Verstärker an Uniphon-Lautsprecher abgegeben. Die ungepolsterte Bestuhlung hatte Schröder & Henzelmann geliefert. Als 1957 auf Breitwand 1:1,85 eingestellt wurde kam eine Spätvorstellung hinzu. Mit der Nähe zum S-Bahnhof hatte es auch viele Besucher aus Ostberlin, mit dem Mauerbau 1961 musste das Bambi wegen Zuschauermangel schließen. Für 1962 ist das Kino im Adressbuch nicht mehr eingetragen. Nach Augenschein wurde der vorherige Kinoraum (Restauration) im Erdgeschoss bei der Sanierung des Wohnhauses in späteren Jahren zu Wohnungen ausgebaut, worauf auch die Klinkerriemchen an der Erdgeschossfassade des gesamten Eckhauses hinweisen. |
| Central-Theater (Lage)                                                                              | Neukölln Hermannstraße 120                                     | 1910–1927 | In der Hermannstraße im Haus gegenüber der Kranoldstraße gab es seit 1910 ein Kinematographentheater mit 100–120 Plätzen. Inhaber war der Gastwirt Ludwig Hirsch, der 1906 die Gasträume in der Hermannstraße 120 übernommen hatte. Er ließ seine Einrichtung im Kino-Adressbuch des Verlags Max Mattisson unter der Bezeichnung „Central-Theater“ eintragen. Die Kinematographenanlage wurde wohl nicht täglich bespielt, im 1920er Kino-Jahrbuch ist „sonn- und feiertags“ als Spieltage eingetragen. 1927/1928 sind im Kino-Adressbuch wiederum Lichtspiele – sogar mit 220 Plätzen – für die Hermannstraße 120 eingetragen. Der Gastwirt Hirsch fehlt im Berliner Adressbuch 1928. Mit Wechseln der Hausbesitzer folgten wohl Nutzungsänderungen und der Kinobetrieb war nicht durchgehend beibehalten. So ist das „Central-Theater“ auf dem Kino-Pharusplan von 1919 mit der Markierung „bis 300 Plätze“ eingezeichnet, jedoch nicht im Plan von 1925. Ludwig Hirsch blieb bis zu seinem Tod 1933 Gastwirt in der Hermannstraße 120, jedoch wird er mit Wohnung und Restaurant im Haus 120 in den Jahren 1917 bis 1923 als Schankwirt geführt. 1932 ist neben Hirsch bereits der Gastwirt Hermann Perl im Haus tätig. Seine Witwe wohnt 1933 noch im Haus, hat jedoch die Restauration an den Gastwirt W. Theil, im Folgejahr an Th. Krey 1934 abgegeben. Der Garten auf Grundstück 121 ist ab 1934 im Besitz der Stadt Berlin und deren Verwalterin ist Emma Hirsch, genutzt wird das etwa 1,2 ha große Grundstück für Gemüse, Gärtnerei und Räucherware. Geplant waren auf der Fläche die 210 m lange Straße 167f zum Platz I und Straße 166. Das fünfgeschossige Altbauwohnhaus (mit Balkons, Putzfassade an der Beletage, Klinkerverblendung in den oberen Stockwerken und Stuckelementen über den Fenstern) ist mit zwei Ladengeschäften (Gaststätte und Sozialer Verein) im Erdgeschoss noch erhalten. |
| Central-Theater-Lichtspiele (Lage)                                                                  | Neukölln Karl-Marx-Straße 231                                  | 1912–1915 | Unter der Industrie-Adresse Bergstraße 102/106 ist ab 1912 das Kinematographentheater von Samuel Rappaport aufgenommen. Er war zuvor Kinobetreiber in Kreuzberg. Die „Central-Theater-Lichtspiele“ lagen auf dem Gelände südlich vom S-Bahnhof Neukölln und bestanden an diesem Ort bis 1915. Samuel Rappaport ist im Berliner Adressbuch 1914 und 1915 als Kinobesitzer in der Bergstraße aufgenommen, wird jedoch in den folgenden Jahren im Einwohnerverzeichnis nicht mehr geführt. Mit der Straßenumbenennung von 1947 wurde die Gewerbelage zur Adresse Karl-Marx-Straße 231/233, wo 1968 ein Einkaufszentrum errichtet wurde, das seit den 2010er Jahren als „Neuköllner Tor“ umgebaut ist. Hier vor Ort finden sich keine erhaltenen Spuren der Kinogeschichte mehr. |
| Cineplex --- Karli im Forum Neukölln (Lage)                                                         | Neukölln Karl-Marx-Straße 66                                   | seit 2000 | Das Eckgrundstück an der Karl-Marx-Straße 64–74 (bis 1947: Bergstraße 35–39, 40) zur Flughafenstraße 2–12 und Erlanger Straße 1–3 besaß trotz seiner Lage gegenüber vom Rathaus war wenig attraktiv. Seit 1985 war ein Zentrum mit Einkauf und Unterhaltung geplant. Mit den Bauplänen der „Neukölln Arcaden“ wurde 1997 als Betreiber des Multiplexes die UCI-Gruppe gewonnen, die bereits Erfahrungen in den Gropius-Passagen besaßen. Bei nachlassendem Kinoboom stieg UCI wegen „baulicher Verzögerungen“ aus. Der Betrieb des fast vollendeten Kinos unter der Glaskuppel wurde von Günther Mertins und Peter Sundarp (To the movies Filmverleih- und Filmtheaterbetriebs GmbH aus Kleinmachnow) unter dem Namen „Karli – Kinos im Forum Neukölln“ betrieben und eröffnete am 2. September 2000 mit der Deutschlandpremiere von Scary Movie in allen Sälen statt. Im Forum steht baulich der Verkaufsraum und nicht das Kino im Vordergrund. „An der Straße weisen zwar Leuchtreklamen am Dachfirst und Plakatanschläge an der Häuserfront auf den Kinobetrieb hin, diese gehen aber an der Fassade mit weiteren Werbegroßplakaten unter. Wie in den Gropius Passagen wurde das Kino unterhalb des Daches platziert, um nicht wertvolle Ladenfläche zu verbrauchen.“ () Das Programm bietet Blockbuster, auch Schul- und Kitaprogramme und für das lokale Publikum türkische Filme in Originalfassung. Mit der Übernahme durch die Cineplex Deutschland GmbH & Co. KG wurde 2011 der Name zu Cineplex – Neukölln, Geschäftsführer blieben Mertins und Sundarp. Die erste Ebene des Kinos mit insgesamt 2553 Plätzen liegt im dritten Geschoss der Arkaden. Hier befindet sich ein Rondell mit Kassenbereich und Snacktheke liegen. Eine Treppe führt zu den neun Kinosälen vom Foyer abgehend. Dieses ist mit Bistrot-Tischen und Barhockern, Plakataufstellern und Postern gefüllt und mit einem rotorange-gemusterten Teppich ausgelegt. Die Säle sind mit blauen Saalnummern markiert. Die Projektion erfolgt digital und löste die 35-mm-Vorführung ab. Der Ton wird mit Dolby Digital 5.1 abgespielt. In Saal 3 und 5 ist 3D-Projektion, in Saal 7 Digital 3D HFR vorhanden. Im Saal 1 besteht SDDS-Wiedergabe. Alle Säle sind identisch ausgestattet, mit der Ausnahme, dass es in den Sälen 3, 5, 7 und 8 einen roten oder blauen Vorhang gibt, die aber nicht mehr eingesetzt sind. Die Bestuhlung besteht aus nahezu schwarzen Sessel mit nackenhoher Lehne, fester Sitzflächen und jeweils einem Getränkehalter. - Saal 1: 516 Plätze in 18 Reihen. Die Leinwand ist 18,1 m × 9,8 m. Die Treppenstufen sind mit roten Discolämpchen abgesetzt. - Saal 2: 194 Plätze in 13 Reihen mit einer 10,5 m × 5,7 m-Leinwand. - Saal 3: 359 Plätze in 17 Reihen, Leinwand 13,6 m × 7,4 m. - Saal 4, 5, 8, 9: 233 Plätze in 13 Reihen mit 60 m²-Leinwand (10,5 m × 5,7 m) - Saal 6 und 7: 278 bzw. 274 Plätze in 14 Reihen. 13,6 m × 7,4 m = 100 m² große Leinwand. |
| Dammtortheater (Lage)                                                                               | Neukölln Kottbusser Damm 75                                    | 1910–1912 | Der Kottbusser Damm liegt als Straße in Kreuzberg, die östlichen Grundstücke 62–104 (fortlaufend) liegen in Neukölln. Von 1910 bis 1912 soll an der Nordecke Lenaustraße in Kottbusser Damm 73 das „Dammtortheater“ bestanden haben. Bekannt wurde es 1910 auf Grund der Mitteilung, dass der Andrang an der Kasse so hoch gewesen war, dass sie mehrmals geschlossen werden musste. Ein Vergleich der Einträge in den Berliner Adressbüchern 2010 bis 2014 legt nahe, das es sich beim „Dammtortheater“ um das Haus 75 gehandelt hat. Von den Bewohnern in Haus 73 käme der Photograph F. Bahn oder einer der Kaufleute als Betreiber eines hiesigen Kinematographentheater in Betracht. Demgegenüber ist jedoch explizit der Kinematographenbesitzer A. Busch aus dem Kottbusser Damm in den Adressbüchern 1911, 1912 und 1913 eingetragen. Einschließlich der benachbarten Mietshäuser Kottbusser Damm 73–77 zwischen Lenau- und Pflügerstraße wurden die Wohnhäuser mit Ladengeschäften im Erdgeschoss durch Luftangriffe vorrangig hinter den Vorderhäusern zerstört. Die Baulücke wurde Mitte der 1950er Jahre durch einen Neubau und Ausbau ersetzt und ergänzt. |
| Donau-Lichtspiele (Lage)                                                                            | Neukölln Donaustraße 24                                        | 1918–1943 | Das Haus Donaustraße 24 steht an der Ecke Fuldastraße. Im Kino-Adressbuch ist für die Donaulichtspiele Frau Frieda Warnemünde, geb. Wissel eingetragen. Sie gibt als Gründungsjahr des Kinematographentheaters 1911 an, andererseits sind die Warnemündes (Schriftsteller Karl Warnemünde) erst ab 1918 als Einwohner Berlins in der Fuldastraße 6 eingetragen. Eventuell wurden in der Gaststätte im Haus seit 1911 Stummfilme als Ladenkino aufgeführt. Eine Kinostätte in der Donaustraße 24 ist erstmals im Reichs-Kino-Adressbuch 1921 nachweisbar. Im Berliner Adressbuch 1924 ist Karl Warnemünde erstmals als Kinematographenbesitzer statt vorher als Schriftsteller aufgenommen. Die Kapazität der Donau-Lichtspiele ist 1924 mit 130 Plätzen angegeben, bei täglichen Vorstellungen wurde das Programm am Dienstag und Freitag gewechselt. Ab 1936 sind 178 Sitzplätze eingetragen, der Einbau von Technik zum Vorführen von Tonfilmen erfolgte nicht. Der Betrieb der Donaulichtspiele wurde 1943 infolge von Bombentreffern eingestellt, bei denen das Eckhaus schwer beschädigt wurde. Ein Wiederaufbau des Kinos war geplant, wurde aber nicht ausgeführt. „Sechs weitere Neubauprojekte sind in Berlin in Vorbereitung: in Neukölln die Donau-Lichtspiele mit 200 Plätzen (Antragsteller: Walter Neumann) und ein Lichtspieltheater von Otto Nikolaizik. Für Lankwitz plant Günther W. Köhler den Bau eines Kinos mit ca. 700 Plätzen. Alfred Lehmann für Hermsdorf ein 600-Platz-Theater. Erich Bootz baut in NW 21. Perleberger Straße 58, ein kleines Haus mit 170 Plätzen. Von Gertrud Schmidt wird ein Neubau in Spandau geplant.“ () Das Haus wurde um 1960 als Haus Donaustraße 24/24a (Fuldastraße 5) wieder auf- und ausgebaut. Über den Ladengeschäften im Erdgeschoss, darunter an der Hausecke der Restauranteingang (aktuell Geschäft „Resteecke“) liegen Wohnungen in vier Geschossen. Der Eingang zum vormaligen Ladenkino erfolgte wohl von der Hausecke (Kinoadresse: Nr. 24). |
| Echo (Lage)                                                                                         | Buckow Rudower Straße 17/19                                    | 1937–1966 | Am 6. November 1937 eröffnete das „Echo“ in der Rudower Straße 17 in Buckow-Ost. Das Gebäude des Kinos war dabei als Neubau errichtet worden. Aus dem Namen „Echo-Tonfilmtheater“ ergibt sich, dass die betreibende „Echo-Tonfilmtheater W. Voß & Co.“ in dem 456-Plätze-Kino bereits Tonfilme abspielte. Der Spielbetrieb erfolgte täglich. Das Kinogebäude bestand in der Nachkriegszeit und der Kinobetrieb wurde von Wilhelm Voß in gleicher Weise mit 456 Plätzen weiter betrieben. In der Woche wurden 15 Vorstellungen gegeben, dabei wurden auch die Bedingungen eines Grenzkinos erfüllt. 1960 erfolgte der Inhaberwechsel zu Hans Voß, wobei gleichzeitig auf Breitwandfilme umgestellt wurde. Für 432 Zuschauerplätze konnten mit 15 Vorstellungen je Woche Filme in CinemaScope Einkanal-Lichtton mit Seitenverhältnis 1:2,35 abgespielt werden. Das Kino blieb bis 1966 aktiv. Das Grundstück zwischen Rudower Straße und Goldhähnchenweg wurde für einen Supermarkt in Buckow beansprucht. Dessen Bau erfolgte 1980 mit der Adresse Rudower Straße 21, wobei das Grundstück Nr. 17 als Parkplatz belegt wurde. |
| Elite-Lichtspiele (Lage)                                                                            | Neukölln Hermannstraße 35                                      | 1903–1958 | „Das erste […Ladenkino] seiner Art hieß ‚Elite‘ und eröffnete 1903 in der Herrmannstraße, Ecke Flughafenstraße. Damit wurde das Kino sesshaft – um die Jahrhundertwende brachten noch Schaustellerfamilien die bewegten Bilder in die Städte.“ Der erste Eintrag des Kinos im Berliner Adressbuch erfolgte mit Otto Zahn für 1912 unter Hermannstraße 35. Der erste Eintrag im Reichs-Kino-Adressbuch enthält neben den Inhaber-Angaben den Vermerk gegründet: 1903. Die Inhaber für das Ladenkino mit etwa 200 Sitzplätzen wechselten anfangs häufiger: H. Drele (1913), T. Umlauf (1914), Dreese (1915), Gebr. Klein (1918), Frau Raue (1920), Johannes Hahn (1921). Im Kino-Adressbuch sind die Elite-Lichtspiele mit 232 Plätzen aufgenommen wurden jedoch mit dem Vermerk: „zur Zeit geschlossen“ aufgenommen. 1928 eröffnete Charlotte Rehders das Kino mit 196 Plätzen und gab tägliche Vorstellungen. Für 1930 ist Walter Ehrlich in den Kinobetrieb eingestiegen. Als musikalische Begleitung der Stummfilme waren zwei bis drei Musiker eingesetzt. Ab 1932 ist Herbert Ehrlich der Inhaber, bevor 1936 ein erneuter Wechsel mit Übernahme des Kinos durch „Otto und G. Stroh & W. Reuter“ erfolgte. Das Kino wurde mit 182 Plätzen ab 1939 von Frieda Heidsieck durch die Kriegsjahre geführt und in den Nachkriegsjahren wurde der Betrieb von Anneliese (Anneliesbeth) Skroblin fortgeführt. Die Umbenennung in Elite-Tageskino ab 1953 mit 34 Vorstellungen in der Woche verweist auf die Nutzung als Grenzkino. Das Kino lag unmittelbar am U-Bahnhof Boddinstraße der Linie D zwischen Gesundbrünnen durch Ostberlin (Alexanderplatz) und Neukölln. 1957 wurde noch die Filmwiedergabe in Breitwand eingeführt. Das Bild- und Tonsystem CinemaScope Einkanal-Lichtton erlaubte die Projektion im Verhältnis 1:2,35. Das Elite-Tageskino wurde 1958 geschlossen als die Verbreiterung der Flughafenstraße bis Hermannstraße – den Columbiadamm verlängernd – umgesetzt wurde. Die vorhandenen Wohngebäude der Flughafenstraße 57–67 wurden 1958 abgerissen und die Südfahrbahn der Straße bis 1964 angelegt. Der Kinostandort liegt somit auf der neuen Fahrbahn der Flughafenstraße Ecke Hermannstraße. |
| Excelsior-Lichtspiele (Lage)                                                                        | Neukölln Sonnenallee 111                                       | 1928–1943 | „1926–28 Erbauung des »Excelsiors« durch Heinrich Möller und Max Bischoff. 1200 Plätze (452 Parkett, 748 Rang). Bauherr: »Deutsche-Filmtheater G.m.b.H.« Das Kino wurde im Zweiten Weltkrieg zerstört; die Ruine 1950 abgetragen.“ () Die Adresse des Kinos änderte sich 1938 durch Umbenennung und Änderung der Zählungsweise von Kaiser-Friedrich-Straße 191/192 zu Braunauer Straße 111, mit der Rückbenennung von 1947 entspricht dies der Sonnenallee 111. Das Kinogebäude lag an der Nordostseite der Sonnenallee zwischen Finow- und Wildenbruchstraße neben dem Polizeiamt. Mit der Aufnahme des Spielbetriebs wurde die „Vereinigte Kukuk-Excelsior-Stern“ unter Führung von Hermann Baum geführt. Ihm folgten in der Geschäftsführung der Gesellschaft ab 1930 der Rechtsanwalt Hermann Zimmer und Erich Norden. Diese führten die Neuköllner Kinogesellschaft mit der „Excelsior Lichtspielhaus GmbH“ in den Ufa-Konzern und veranlassten den Übergang zum Tonfilm. Das Großkino mit 1200 Plätzen und einer Bühne von 57 m² wurde täglich bespielt. In die Geschäftsführung der Gesellschaft trat 1933 neben Erich Norden der Regierungsrat z.D. Kurt Maurer und 1934 statt ihm Rechtsanwalt Henning von Boehmer. Innerhalb der Ufa-Struktur wurde 1937 Erich Scharloh Inhaber der Excelsior Lichtspielhaus GmbH / Vereinigte Kukuk-Excelsior-Stern GmbH mit den Excelsior-Lichtspielen, deren Adresse sich 1938 in Braunauer Straße änderte. Im Gegensatz zum Polizeigebäude wurde Ecke Finowstraße das typisch in einem Halbrund endende 50 Meter lange Kino bei Luftangriffen schwer getroffen. Der Betrieb von Filmvorführungen endete dadurch. Die nach der Beräumung der Ruine verbliebene Brachfläche wurde um 1920 für eine Tankstelle auf dem Eckgrundstück zur Finowstraße genutzt. Das benachbarte viergeschossige öffentliche Gebäude blieb durch den Krieg erhalten und wird vom Polizeiamt (Sonnenallee 107) und dem Bürgeramt (Wildenbruchstraße 1) genutzt. |
| Excelsior-Lichtspiele --- Städtisches Lichtspielhaus Saalburg Neuköllner Theater-Lichtspiele (Lage) | Neukölln Karl-Marx-Straße 141                                  | 1915–1953 | Der Saalbau Neukölln ist eines der ältesten Kulturbauwerke Rixdorfs. Er lag auf der Adresse Bergstraße 147 und wurde 1876 von Gastwirt Niesigk als Lokal eröffnet, das 1894 als Bürgersäle ausgebaut wurde. In der Kulturstätte des gehobenen Rixdorfer Bürgertums wurde 1915 von C. Lorenz das Lichtspielhaus der Bürgersäle im „Rixdorfer Stadttheater“ mit 600 Sitzplätzen eröffnet. Es kam der Name Neuköllner Theater-Lichtspiele auf. 1918 blieb das Kinotheater zeitweise geschlossen. Nach dem Ersten Weltkrieg wurde der Saalbau von der Universum Film AG für das „Städtische Lichtspieltheater Neukölln“ gepachtet. Inhaber des Saalbaus blieb 1920 der Magistrat Neukölln, die Rathausräume waren von der Ufa Berlin gemietet und verwaltet von der „Vereinigte Kukuk-Excelsior-Stern GmbH“. 1925 sind die Geschäftsführer der Vereinigte Kukuk-Excelsior-Stern-Lichtspiele Hermann Baum, Hermann Kahlenberg. 1928 als Städtisches Lichtspielhaus Saalburg ist das Bezirks-Amt Neukölln, Volksbildungsamt, der Besitzer des verpachteten Kinobetriebs. Von 1935 findet sich kein Eintrag als Kino, im Zeitraum des Weltkriegs blieb der Saalbau geschlossen und eröffnete nach dem Krieg als Excelsior-Lichtspiele – mit Rückgriff auf den Namen an der Sonnenallee – mit 584 Plätzen wieder. Dabei stand das Filmtheater unter Besatzungsstatus der „USA Finance & Property Control“ mit Sitz in Tempelhof, Viktoriastraße 15–18. Der regelmäßige Filmbetrieb erfolgte täglich mit zwei Vorstellungen von einer Zeiss-Ikon-Apparatur und Klangfilm-Verstärkern. Zudem bestand die Theater- und Opern-Lizenz. 1953 wurde der Saal renoviert, 1954 als Konzert-, Theater- und Filmsaal umgebaut und unter der Obhut des Kunstamtes Neukölln wiedereröffnet. Er wird seither nicht mehr als Filmtheater gelistet. 1968 verfiel der Kulturbetrieb im Saalbau wieder und wurde erst 1990 wieder zur Kulturstätte belebt. |
| Filmeck Britz (Lage)                                                                                | Britz Britzer Damm 115                                         | 1932–1961 | Vom Britzer Damm (bis 1950: Chausseestraße 39) wurde zu Beginn der 1930er Jahre an der Kreuzung mit der Gradestraße nach Osten die Blaschkoallee (damals als Planstraße 239, dann Böwedamm) neu angelegt. An der so entstandenen Südostecke (nördlich vom Britzer Zentrum) befand sich eine Gastwirtschaft. Am 21. Januar 1933 eröffnete das Filmeck Britz offiziell, im Kino wurden schon ab Dezember 1932 Filme vorgeführt. Das Kino mit der Adresse Chausseestraße 39 ist mit 635 Sitzplätzen im Kino-Adressbuch angegeben, Inhaber Wilhelm Voß & Co. Tonfilmtheater Ges.mbH (ab 1939: „Wilhelm Voß & Co. vorm. Tonfilmtheater GmbH“), gespielt wurde täglich. Das Kino besaß mit der Eröffnung die Möglichkeit Tonfilme (Technik von Kinoton) abzuspielen und zudem eine mechanische Musikeinrichtung. Ab 1940 ist eine Sitzkapazität von 704 angegeben. Durch seine Stadtrandlage blieb das Kinogebäude ohne Kriegsschäden und Wilhelm Voß betrieb das Filmeck-Britz in der Nachkriegszeit mit 15 Vorstellungen je Woche täglich weiter. Mit der Änderung des Straßennamens bei gleichzeitiger Umstellung von fortlaufender auf wechselseitige Grundstücksnummerierung erhielt das Filmeck die Adresse Britzer Damm 115. 1956 wurde im Kino auf Breitwand umgestellt: CinemaScope Einkanal-Lichtton und Vierkanal-Magnetton für Filme im Seitenformat 1:2,35 und 1:2,55. Das Filmeck besaß eventuell den Status als Grenzkino, es wird 1960 geschlossen. Im Kino-Adressbuch fehlen Einträge für 1960 und 1961, 1962 ist es nochmals unter Mitbesitz von Feige aufgeführt. Nach dem Ende des Kinobetriebs kam die „Tabu-Bar“ (von der es noch das Etablissement in Schöneberg gibt) in den Räumen unter, in dem verschiedene Veranstaltungen stattfanden. Noch in den 1960er Jahren zog allerdings ein Supermarkt ein. In dem umgebauten Flachbau an der Ostseite des Britzer Damms (Nr. 115) zwischen Blaschkoallee (Nr. 75) und Pätzer Straße befindet sich ein Geschäftszentrum mit Videothek, Sexkino und Textildiscounter. |
| Filmtheater im Wintergarten --- Neue Welt (Lage)                                                    | Neukölln Hasenheide 107                                        | 1946–1955 | Seit 1867 der Kaufmann C. Kelch am Fuß des Rollbergs auf Gelände der Lehmgrube der vorherigen Braunschen Ziegelei die „Bergbrauerei Hasenhaide“ einrichtete gab es auf dem Grundstück Bierausschank-Gärten. Um 1902 wurde ein Saalbau erbaut, der als Theater und öffentlicher Versammlungsraum diente. Im Zweiten Weltkrieg wurden die Saalbauten 1945 schwer getroffen. Als Ersatz für die Räumlichkeit des zerstörten Wintergartens übernahm die Wintergarten-Gesellschaft die Räume und eröffnete im Saal als Inhaber „Roeder Wintergarten-GmbH“ nach leichten Umbauten ein Kino-Varieté mit mehr als 1500 Plätzen unter dem Namen „Wintergarten“. Dieses stand in Konkurrenz zum gleichzeitig eingerichteten „Primus Palast“ auf der Kreuzberger Straßenseite. 1950 ist im Kino-Adressbuch die „Hotelbetriebs-Aktiengesellschaft, Leitender Direktor: Ludwig H. Goebel“ als Inhaber des „Filmtheaters im Wintergarten“ mit 1624 Plätzen verzeichnet. Filme wurden täglich mit zwei bis drei Vorstellungen (14–17 Wochenvorstellungen) vorgeführt, zudem wurde auf der Bühne von 12 m × 9 m und 5 m × 21 m Größe eine Varieté-Vorschau gezeigt, dafür bestand eine Theater- und Opernlizenz. Als Kinotechnik war ein 35-mm-Normaltonfilmprojektor „Ernemann VIIB“, der Verstärker Euronor von AEG und eine Dia-Projektion vorhanden, es gab zudem ein eigenes Diesel-Aggregat mit ELA. Im Laufe des Jahres 1955 wurde das Kino-Varieté geschlossen, im Nachtrag 1956 des Kinoadressbuchs 1956 lautet der Eintrag „geschlossen“. Der Saalbau wurde in den Folgejahren für Veranstaltungen unterschiedlich genutzt. Nun gehört der Saal (Stand 2016) zum Veranstaltungsort „Huxleys Neue Welt“, daneben befinden sich auf dem Grundstück mehrere Einkaufsmärkte. Der Gebäudekomplex steht unter Denkmalschutz. |
| Freiluftkino Hasenheide (Lage)                                                                      | Neukölln Volkspark Hasenheide                                  | seit 1990 | Der Volkspark Hasenheide bezieht seinen Namen aus einem im 17. Jahrhundert vom Großen Kurfürsten zur Jagd angelegten Hasengehege. Plänen aus den 1920er Jahren folgend wurde 1954 eine Naturbühne als Freilufttheater im zentralen Bereich des Volksparks eröffnet, worin bis 1990 Theateraufführungen und Konzerte veranstaltet wurden. Seit Ende 1990 wird in der Sommersaison das Freiluftkino Hasenheide auf der Naturbühne angeboten. Die Filmvorführungen betrieb anfangs „Arndt, Habiger, Kruse, Müller u. a. GbR“ aus Kreuzberg Motzstraße 9 und firmierte bis 1999 als „Sputnik Kino GmbH & Co. KG“ (Sputnik Kino) aus Kreuzberg, Nollendorfplatz 5, ab 1997 als „Sputnik Film GmbH Kino KG“, Bülowstraße 90. Seit 2000 übernahm die Firma „timebandits GmbH & Co. Kinobetriebs KG“ Mitte Rosenthaler Straße 40/41 den Kinobetrieb, die außerdem das Kino in den Hackeschen Höfe betreibt. Vom Vorplatz der Naturbühne geht der Zugangsweg zu zwei dunkelbraunen Holzkassenhäuschen, deren größeres als Kasse genutzt wird. Durch ein großes Metalltor erfolgt der Zugang in das Amphitheaters, in dem die Leinwand steht. Die Vorführung erfolgt aus dem Projektorgebäude dessen unterer Teil des Turmes ein Verkaufstresen ist. Der kleine überdachte und verglaste Projektorraum darüber bietet nur Platz für einen Projektor ohne Tellersystem. So gibt es bei jeder Vorführung eine kurze Pause in der Mitte des Films für dessen zweiten Teil. Angegeben sind für das Kino 1000 Zuschauerplätze, die Vorführung erfolgt in digitaler Wiedergabe oder als 35mm-analog mit Stereo-Ton auf eine 72 m²-Leinwand. Als Kinokonzept ist Kunst- und Kultfilme im Grünen angegeben. |
| Friedel-Lichtspiele --- Neuköllner Kammerlichtspiele (Lage)                                         | Neukölln Friedelstraße 30                                      | 1912–1934 | Das Ladenkino in der Friedelstraße 30 parterre ist bereits im Adressbuch 1913 mit seinem Besitzer Fritz Bar(r)heine eingetragen, Barrheine wohnte O34 (Friedrichshain) Königsberger Straße 26.27. Für die Folgejahre ist das Kinematographentheater nicht mehr im Straßenteil der Adressbücher notiert, ab 1918 wohnt der Mechaniker Hans Weitenauer im Haus, der im Folgejahr Kinobesitzer in der Hobrechtstraße 10 II. Stock ist. 1920 sind in der Friedelstraße 30 die „Neuköllner Kammerlichtspiele“ mit 130 Plätzen und täglichen Vorführungen für Josef Schlesinger benannt. Danach hat wohl kein Kinobetrieb stattgefunden, bis für das Jahr 1927 die Friedel-Lichtspiele folgen. Schließlich ist im Kino-Adressbuch 1929 Fritz Eichhorn aus Erkner für die Friedel-Lichtspiele mit 160 Zuschauerplätzen und täglichem Spielbetrieb eingetragen, er nannte 1927 als Gründungsjahr. Unter dem Namen „Tempolichtspiele“ ist 1930 Fräulein Senta Pinette Kinobesitzerin und ließ als Gründungsjahr 1914 eintragen, das Kino betreibt ihr Geschäftsführer Josef Glass, für das Folgejahr wieder Friedel-Lichtspiele genannt ist es Josef Pincus. Die täglichen Vorführungen der Stummfilme werden von zwei Musikern untermalt. 1932 übernimmt Wilhelm Kenzler die Lichtspiele und schließt sie allerdings 1934. Das fünfgeschossige Wohnhaus Friedelstraße 30 unweit vom Landwehrkanal blieb im Weltkrieg unbeschädigt. Im Erdgeschoss des Hauses besteht ein Ladengeschäft. |
| Gala-Lichtspiele (Lage)                                                                             | Neukölln Karl-Marx-Straße 92                                   | 1912–1915 | Die Gala-Lichtspiele waren für kinematographische Vorstellungen in der Berliner Straße 51–53 Ecke Neckarstraße eingetragen. Das Grundstück an der Berliner Straße war von der Vereinsbrauerei (Jägerstraße 40/41) als Bauland bereitgestellt worden. Im Jahr 1911 war der Neubau durch den Architekten Reichhelm & Co. aus Schöneberg errichtet worden, der dieses an die „Geschäftshaus Berliner Straße 51–53 GmbH“ (s. a. Neckarstraße 24.25) veräußerte. Offensichtlich war unter den eingemieteten Nutzern die „Gala Lichtspiele GmbH“. Das Geschäftshaus wurde an Kaufmann H. Joseph aus Treptow und Kaufmann S. Rehfisch aus der Boddinstraße 3 verkauft. Die Gala-Lichtspiele stellten den Betrieb der kinematographischen Vorstellungen 1915 wieder ein. Die Räume wurden wohl von Cafetier J. Protz als Stadt-Café übernommen, während das Kinematographentheater namens Gala-Lichtspiele in Schöneberg verzog. Der Geschäftshauskomplex zwischen Neckar- und Rollbergstraße (bis 1950: Jägerstraße) wurde durch die Umbenennung der Berliner Straße zu Karl-Marx-Straße 92–98. Durch Zusammenfassen der beiden Geschäftshäuser 51–53 und 54/55 war das Warenhaus Joseph, später das Hertie-Kaufhaus und 2010 das „Geschäftshaus Karl-Marx-Straße 92-98“ entstanden. Eine Spur der Gala-Lichtspiele ist verloren. |
| Globus-Palast (Lage)                                                                                | Neukölln Hermannstraße 146                                     | 1949–1968 | Das Grundstück Hermannstraße 146 südlich vom Kleinbahnhof Neukölln-Mittenwalde / S-Bahnhof Hermannstraße liegt nahe der Kreuzung der Hermannstraße mit Mariendorfer Weg und Herta-/Delbrückstraße war bis Ende der 1940er Jahre nur mit einem Apotheken-Haus bebaut. Die Häuser um diese Kreuzung waren durch Kriegsereignisse teilweise schwer beschädigt. So wurde Erich Goetze beauftragt unter dem Planungsnamen „Capri“ die Baulücke mit einem Flachbau für ein Kino zu schließen. 1949 eröffnete der Globus-Palast von Otto Dähn. Das Lichtspielhaus mit 747 Plätzen wurde von Günther Grünberg geführt. Täglich fanden zwei Vorstellungen statt, die Vorführung erfolgte mit den Ernemann-Maschinen II und III, AEG-Verstärker KV 41 und es gab einen Dia-Projektor mit Ton. Für die 3 m × 10 m-Bühne bestand eine Theater-Lizenz. 1957 wurde auf Breitwand umgebaut, Günter Grünberg blieb Geschäftsführer der „Otto Dähn Lichtspielbetriebe Gesellschaft“. Die 747 ungepolsterten Kinosessel blieben weiterhin die Sitzgelegenheiten, doch es kamen die Vormittags- und eine Spätvorstellung hinzu. Für die Wiedergabe von CinemaScope Einkanal-Lichtton und Vierkanal-Magnetton im Seitenverhältnis 1:2,35 oder 1:2,55 war eine Projektionsmaschine Ernemann VIIB beschafft worden, der Ton kam über AEG-Verstärker auf Zeiss Ikon-Lautsprecher. Nebenbei gab es eine Opernlizenz. Bei allgemein sinkender Zuschauerzahl in der Mitte der 1960er Jahre (Kinokrise) schloss der Globus-Palast im Jahre 1968. Dem Zug der Zeit folgend zog ein Supermarkt in das Gebäude ein. Das Erdgeschoss wird aktuell (Stand 2016) von Ladengeschäften, der Saal von einem Tanzlokal, die oberen Räume von Büros genutzt. |
| Grotten-Kino (Lage)                                                                                 | Neukölln Kottbusser Damm 75                                    | 1905–1921 | Am Kottbusser Damm 75 auf der Neuköllner Seite befand sich seit 1905 ein Kinematographentheater. Zwischen 1910 und 1912 als Dammtortheater und unter Leitung von Adolf Busch aus der Sanderstraße 26 nach 1912 als „Grottenkino“. Im Kino-Adressbuch 1917 ist Adolf Busch als Inhaber des Kinos mit 199 Plätzen aufgeführt, sein Verwalter war Friedrich Leben, gespielt wurde täglich und das Programm freitags und dienstags gewechselt. Für 1918 ist als Gründungsjahr 1905 und als Platzkapazität sogar 300 angegeben. Die Eintrittspreise lagen bei 0,20 Mark bis 0,50 Mark. In den Jahren 1920 und 1921 wurde das Grottenkino noch von Alfred Jahnke mit 220 Plätzen betrieben, aber in den Jahren der Inflation stellte er 1921 den Betrieb ein. In den Kinojahren befand sich im Quergebäude des 1904/1905 errichteten Hauses das Victoria-Bad, eine Badeanstalt mit Wannenbädern. Das Haus des vormaligen Kinos wurde – wie die Nachbargebäude – bei Luftangriffen 1943 schwer beschädigt und zerstört. Nach der Beräumung erfolgte um 1950 eine Straßenfrontbebauung. Die Nachbargebäude wurden in den 1950er Jahren wieder aus- und aufgebaut, auf Grundstück 75 erfolgte ein Lückenbau. Im Hinterhof befindet sich die Physiotherapie „Victoriabad“, der Flachbau an der Straßenfront wird von Ladengeschäften, die hinteren Gebäude vorzugsweise gewerblich genutzt. Von den Kinoräumen blieb keine bauliche Struktur erhalten. |
| Heli-Filmtheater (Lage)                                                                             | Neukölln Kottbusser Damm 95                                    | 1952–1973 | Das Grundstück Kottbusser Damm 95 liegt auf der östlichen – der Neuköllner – Straßenseite Ecke Schinkestraße, das Haus überstand die Kriegsereignis nahezu unbeschadet. Es wurde mit einigen Wohnungen, gewerblich mit Gaststätte und als Hotel genutzt. Nach der Zeit als Kino befand sich im Eckhaus zur Schinkestraße ursprünglich das Konzert-Cafe und das spätere Hotel Tivoli. Die Räume im Erdgeschoss nutzt ein Ladengeschäft und ein Shop, zudem befinden sich eine Kunstgalerie, ein Restaurant und Billardräume im Haus. „1952: Eröffnung Heli-Filmthater. Berlin-Neukölln, Kottbusser Damm 95. 230 Plätze. Inh.: J. H. Herkenrath, Architekt: Peter Schwiertz. Techn. Einrichtung: Ufa-Handel (Ernemann IV), Bestuhlung: [Flachpolster-Sessel] Kamphöner, Bielefeld.“ () „Am verkehrs- und kinoreichen Kottbusser Damm im Berliner Bezirk Neukölln, am gleichnamigen U-Bahnhof, eröffnete Herr J. Herkenrath das ‚Heli‘ (Herkenrath-Lichtspiele). Das modern und gediegen ausgestattete Haus hat 227 Plätze. Peter Schwiertz, Berlin, war der Architekt. Ufa-Handel, Berlin, besorgte die technische Einrichtung, zu der u. a. zwei Ernemann-IV und eine Uniphonanlage gehören. Das ‚Heli‘ spielt dreimal täglich und veranstaltet außerdem Spät- und Jugendvorstellungen. Schon in den ersten Tagen strömten die Neuköllner und Kreuzberger in das neue Haus.“ () Der Eröffnungsfilm am 1. Februar 1952 war Wenn die Abendglocken läuten von Artur Braun. Im Kinoadressbuch sind 244/248 Plätze (1955/1967) und wöchentlich 29 Vorstellungen eingetragen. Im Kino bestand eine Bühne von 6 m × 4 m. Im Jahr 1957 stieg Helmut Walter als Mitbesitzer ein, als das Kino auf das Breitwandformat umgerüstet wurde. Dadurch wurde die Wiedergabe des 1:2,35-Formats in CinemaScope Einkanal-Lichtton möglich. Eine Schwerhörigenanlage war seit 1962 vorhanden. In den Zeiten sinkender Besucherzahlen der 1960er Jahre diente es wohl zeitweise als Erotikkino. Johannes Herkenrath und Helmut Walter schlossen das Kino 1973. |
| Hermann-Lichtspiele --- Linden-Lichtspiele (Lage)                                                   | Neukölln Hermannstraße 166/167                                 | 1912–1927 | Das Gebäude Hermannstraße 166–167 befindet sich Ecke Schierker Straße (Nr. 29/30) gegenüber vom St.Jacobi-Kirchhof II. Noch 1910 befand sich hier (Nr. 166) die Gastwirtschaft von E. Schulze mit vier Mietern im Haus und dem Garten auf Nr. 167. Er ließ auf dem Eckgrundstück ein Mehrparteienmietshaus erbauen, in dem sich mit Neubau 1912 das Kinematographentheater befand, das den Namen „Linden-Theater“ erhielt und ab 1924 „Hermann-Lichtspiele“ hieß. Die kinematographischen Vorstellungen wurden vor etwa 270 Zuschauern gegeben. 1912 waren Zigold & Braun die Inhaber, 1918 folgte als Geschäftsführer Paul Neumann. Wobei H. Klette und E. Tränkner als Kinematographenbesitzer genannt sind. Die Besitzrechte am Kinematographen und dem Kinosaal wechselte in den Jahren der Inflation öfters: 1920/1921 Otto Dreier und Max Lange, 1924 Rosa Tropl(e/o)witz mit Vorführer Fiderfisch, ab 1925 der Kinobesitzer Julius Warschauer (Berlin N4, Chausseestraße 29) als Inhaber, der 1927 die Filmvorführungen in der Spielstätte einstellte. Das Haus hat wie die Nachbargebäude die Kriegsereignisse und Luftangriffe ohne Gebäudeschäden überstanden. Aktuell befindet sich in dem fünfgeschossigen Wohnhaus Hermann-/Schierker Straße ein türkischer Supermarkt und ein Friseursalon. Das Kino befand sich im rechten Gebäudeteil, der derzeit als Friseursalon dient. |
| Ili-Lichtspiele --- Inn-Lichtspiele (Lage)                                                          | Neukölln Innstraße 35                                          | 1911–1991 | 1911 eröffnete Richard Lehmann sein Kinematographentheater als Ladenkino im Eckhaus Stuttgarter/Innstraße im Weserkietz. Adressiert als Stuttgarter Straße 61 wurde es ab 1918 nach der Innstraße als „Inn-Lichtspiele“ und Inn-Kino geführt. Das Breitwandkino ab 1957 hieß in Kurzform „ILI“ und als Adresse wurde Innstraße 35 gesetzt. Die abgeschrägte (gefaste) Ecke im Erdgeschoss ist charakteristisch für den Restauranteingang und also den Zugang zum (späteren) Kino, so gehörte die Adresse zu beiden Hausnummern. Allerdings war der Kinoeingang statt über diese Ecktür in einen breiteren Toreingang unter den Erker an der Stuttgarter Straße gelegt gewesen. Kinobesitzer war Richard Lehmann bis 1935, zeitweise 1924/1925 wurde er von Alfred Lehmann abgelöst. Richard Lehmann führte die Tonfilmtechnik ein. 1936 wurde Otto Scheller Inhaber. Die Inn-Lichtspiele sind mit 158 bis 170 Plätzen angegeben, gespielt wurde täglich und es gab zwei Programmwechsel. Die Stummfilme wurden akustisch von einer Zwei-Mann-Kapelle untermalt, ab 1933 gab es eine mechanische Einrichtung für die Kinomusik, die Vorführung von Tonfilmen wurde 1934 eingeführt. Mit der Übernahme durch Scheller sind im Kino-Adressbuch 174 Sitzplätze eingetragen. Das Haus und die Kinoräume blieben von Kriegseinflüssen unberührt. Der Kinobetrieb wurde in den Räumen spätestens ab 1950 weitergeführt, ein Eintrag für 1946 bis 1949 ist nicht vorhanden. Das Kino wurde damit im Besitz von Paul Scheller und Dietrich Dreyer 8(Geschäftsführer) als „Innkino“ mit 22 Vorstellungen je Woche geführt. Zur Verfügung stand der Projektor Erko, der Klangfilm-Verstärker und die Dia-Projektion. 1957 sind als Inhaber und Geschäftsführer wiederum Otto Scheller und Dietrich Dreyer benannt wurden, sie führten Breitwandtechnik ein und firmierten das Haus als Ili-Lichtspiele. Mit dem Projektor Erko IV und Klangfilm-Verstärkern wurden Filme in 1:2,35-Format von CinemaScope Einkanal-Lichtton abgespielt. Die Bestuhlung von Kamphöner waren 174 ungepolsterte Kinosessel. Das „Ili“ wurde erfolgreich durch die „Zuschauerkrise“ geführt und erst 1991 (wohl wegen bautechnischer Bedingungen) geschlossen. Nach der Kinoschließung erfolgten Umbauten am Haus und zur Sanierung im Erdgeschoss, wobei die vormaligen Räume des Kinos (Saal und Projektorraum) für die jetzt vorhandene Kindertagesstätte (Verein zur Errichtung und Betreibung von Elterninitiative Kitas e. V.: Kita Minnie Maus, Stand 2016) vorbereitet worden sind. Das Haus ist seit Oktober 2013 im Besitz der „Stuttgarter Straße 60, 61/Innstraße 35 Grundstücks GmbH“ (Sitz: Eisenzahnstraße 15, 10709 Berlin-Charlottenburg). |
| Il-Kino (Lage)                                                                                      | Neukölln Nansenstraße 22                                       | seit 2014 | In der ehemaligen Backstube in der Nansenstraße eröffnete „Il Kino Berlin“ am 1. November 2014 als Programmkino. Betrieben wird das Kino von der Millfilm GmbH. Carla Molino schuf 2010 dieses Konzept mit dem „Il Kino“ in Rom und gründete zusammen mit Daniel Wischansky (Deutschland) und Kristian Pålshaugen (Norwegen) den Berliner Ableger. Typisch ist das Mischkonzept aus Kino und Bistro, gespielt werden vorrangig originalsprachige Arthouse-Filme, teils mit Untertiteln. Notwendig sind für das Konzept der Il Kino geeignete Orte. Solchen fanden sie im Nordzipfel des Ortsteils mit einem leerstehenden Laden und alter Bäckerei. Der Saal wurde in die längliche Backstube eingebaut, der Bäckerei-Verkaufsraum wurde zur Bar umgebaut und beide mit einem Durchbruch verbunden. Die Bar öffnete Mitte 2014, während das Kino noch eingebaut wurde. Die Backsteinwände wurden sichtbar im Kontrast zu dunklen Akustikelemente und blauen Sitzen gelassen. Im Barraum steht ein länglicher Holztresen mit Barhockern entlang der gesamten Breite. Tische an den Fenstern und eine lange Bank bieten zusätzliche Sitzmöglichkeiten. Eine rote verglaste Holztür trennt den Raucherraum ab, es ist möglich, den Kinosaal ohne den Raucherraum zu betreten. Das Kino und die Bar haben außer montags geöffnet, gespielt werden Premieren und Nachspieler von Arthouse Filmen mit Untertiteln, teilweise englischen Untertiteln. Zielgruppe sind die internationalen Bewohner des Kietzes um in der Nische der Konkurrenz in der Nähe etablierter Kinos zu trotzen. Der Kinosaal bietet 52 Plätze in 11 Reihen. Die Projektion erfolgt digital vom Beamer mit Ton in Dolby Digital 5.1. Die Leinwand ist 4,2 m × 2,4 m groß. Die Klappsessel auf einer kleinen Auframpung wurden als Second Hand aus einem Hamburger Alliiertenkino in Topzustand beschafft. Der Beamer hängt an der Decke, für einen vorgesehenen D-Cinema Projektor wurde der Projektorraum am Ende des Saals eingebaut. |
| Kamera (Lage)                                                                                       | Neukölln Sonnenallee 164                                       | 1950–1964 | 1950 eröffnete in leerstehenden Restauranträumen die Welke & Bennert (Heinz Welke, Otto Bennert) das Filmtheater „Kamera“ in der Sonnenallee / Ecke Treptower Straße, schräg gegenüber vom Hertzbergplatz. Das Kino mit 250 Plätzen wurde täglich bespielt, anfangs mit drei Vorstellungen, ab 1953 mit vier Vorstellungen. Zur Verfügung standen der Projektionsapparat Euro M, der Klangfilmverstärker für den Ton und eine Diaprojektion. Mit der Breitwandeinführung 1957 wurden neben Otto Bennert noch Dietrich Dreyer und Friedrich Judt Kinobesitzer. Bennert stieg 1959 aus. Für die Wiedergabe der CinemaScope-Filme in 1:2,35-Format für Einkanal-Lichtton wurde eine Erko IV beschafft, die Tontechnik bestand aus der Klangfilm-Ausrüstung, die Dia-Projektion bekam Ton, die Lichtquelle war Reinkohle, Becklicht. Die 28 Wochenvorstellungen wurden mit einer Spätvorstellung ergänzt. 1958 wurden die ungepolsterten Kamphöner-Klappstühle durch Flachpolster- und Hochpolster-Kinoklappsessel von Schröder & Henzelmann ergänzt. Das Kino wurde 1964 geschlossen, ist allerdings noch 1966 im Verzeichnis aufgenommen. Nach der Schließung des Kinos wurden die Räume wohl wieder als Gaststätte genutzt. Nach aktuellem Stand (2016) befindet sich im Erdgeschoss ein China-Restaurant und ein Spätkauf. |
| Kammerspiele (Lage)                                                                                 | Britz Buschkrugallee 91                                        | 1927–1961 | Mit dem beginnenden Ausbau von Britz zwischen Buschkrugallee und Teltowkanal lag das Eckgrundstück Rudower/Joachimsthaler Straße (seit 1947 bzw. 1950 Buschkrugallee 91 / Scheveninger Straße) in attraktiver Lage einen Kilometer von der Hufeisensiedlung auf 1700 m² mit einer Gaststätte. Zu dieser wurden 1927 die „Britzer Kammerspiele“ in der Rudower Straße 66 eröffnet. Das Gebäude stand an der Nordostseite, wie jene auf benachbarten Grundstücken, 3,5 Meter in die alte Straßenflucht und nahezu vollständig im Bereich der um 1930 neu gezogenen Fluchtlinie. Bei Straßenbauarbeiten Anfang der 1960er Jahre auf der Buschkrugallee wurde das vorhandene Gebäude (wie die ebenfalls in die Fluchtline ragenden Häuser der Grundstücke Rudower Straße 64, 65, 68) abgerissen, so musste zuvor das Kino 1961 geschlossen werden. Auf dem Grundstück befindet sich dort ein Autohaus, mit einem Verkaufspavillon an der Straßenecke. Die Britzer Kammerspiele von Stanislaus Papp & Josef Loyda besaßen 460 Plätze und wurden täglich bespielt. Der Kinosaal besaß eine Bühne von 30 m² Größe. 1930/1931 übernahm Erich Schulze das Kino und erweiterte dessen Kapazität für 490 Zuschauer und stellte durch Umbau mit Klangfilm-Technik auf Tonfilmvorführung um. Im weiteren Verlauf sind auch 500 Plätze und ab 1937 mit der Übernahme durch Georg Kuhnert als Kinobesitzer 523 Sitzplätze eingetragen. Durch die Randlage der Spielstätte blieb es von Kriegseinwirkungen verschont und wurde von Kuhnert in den Nachkriegsjahren weiter betrieben. 1949 ist das Haus mit Dia-Projektion eingetragen, ab 1953 Dia mit Ton, täglicher Spielbetrieb mit 15 Vorstellungen in der Woche. Geschäftsführerin war Lisa Katz. Die Vorführungen erfolgten mit zwei Projektionsapparaten Erko III und Erko IV und Verstärkern von Klangfilm Für die Bühne von 4 m × 8 m × 6 m gab es eine Theater- und Opernlizenz, wohl auch Varieté-Lizenz. Mit der Verbreitung von Breitwandfilmen wird 1957 das Bildsystem für Seitenverhältnisse 1:1,85 mit den Erko-Maschinen (Lichtquelle: Reinkohle) ermöglicht. Die Kamphöner-Bestuhlung bestand für die teureren Plätze aus Hochpolstersitzen. Der Kinobetrieb endete 1961. |
| Kukuk-Lichtspielhaus (Lage)                                                                         | Neukölln Kottbusser Damm 92                                    | 1913–1943 | Das Grundstück 92 des Kottbusser Damms liegt auf der Neuköllner Seite. Das Kukuk-Lichtspielhaus wurde im Jahr 1913 mit einer 20 m² großen Bühne begründet, wobei dem Firmennamen entsprechend das Konzept Varieté mit Stummfilmdarbietungen vorgesehen war. Das Lichtspielhaus bot 420 Plätze für Zuschauer. Auf dem Grundstück befand sich ein hinteres Gebäude mit einer Grundfläche von 20 m × 25 m. Im Jahr 1911 firmierte die Gesellschaft als „Lichtspiel VarietéGes.“ und änderte den Namen 1913 zu „Kukuk Lichtspielhaus GmbH“. Die Besitzer änderten ie Firmierung 1917 zu Vereinigte Lichtspielhaus-Gesellschaft mit Sitz in Berlin SW 48 Friedrichstraße 20 und ab 1919 als „Vereinigte Kukuk-Excelsior-Stern-Lichtspiele“ mit dem Geschäftsführer Hermann Baum, ab 1924 kam Hermann Kahlenberg als Geschäftsführer hinzu. Im Kinoadressbuch ist für das Großkino täglicher Spielbetrieb mit 1000 Zuschauerplätzen angegeben, ab 1928/1929 896 Plätze, 1930: 900 Plätze. Die Gesellschaft war 1931 in den Ufa-Konzern eingegangen und wurde ab 1930 von Rechtsanwalt Hermann Zimmer und Erich Norden vertreten und firmierte ab 1931 als „Kukuk Lichtspielhaus GmbH“. Die Vertreter der Gesellschaft wurden 1933 Regierungsrat z.D. Kurt Maurer, Erich Norden. Bei den Luftangriffen von 1943 war der hintere Saalbau durch Bomben soweit zerstört, dass der Kinobetrieb eingestellt werden musste. Stark beschädigt waren die Gebäude der Grundstücke 91 bis 93. Das Vordergebäude Kottbusser Damm 92 und Teile der Nachbarhäuser wurden bis 1950 wieder als Ruinenaufbau errichtet. Diese Nachkriegsbauten wurden jedoch Mitte der 1960er Jahre durch den noch bestehenden sechsgeschossigen Wohnneubau Kottbusser Damm 91/92 ersetzt. Der hintere an die Spremberger Straße 10 grenzende Teil des Grundstücks, auf dem der vormalige Kinosaal gestanden hatte, blieb als Park- und Grünfläche unbebaut. |
| Luna-Lichtspiele --- Orpheum-Lichtspiele (Lage)                                                     | Neukölln Sonnenallee 149                                       | 1924–1969 | Die im stadtnahen Bereich der Sonnenallee liegende Kino-Adresse 149 hieß bis 1938 Kaiser-Friedrich-Straße 168, durch Umbenennung und mit Einbeziehen des bereits bestehenden Abschnitts Sonnenallee erfolgte 1938 die Änderung der Grundstücksnummerierung zu Braunauer Straße 149. Wegen des Namensbezugs zum Nationalsozialismus erfolgte 1947 die Rück-/ Umbenennung in Sonnenallee. Im Erdgeschoss des fünfgeschossigen Wohnhauses befinden sich in den 2010er Jahren zwei Ladengeschäfte, der Kinosaal im Hof wird wohl von einem Sozialprojekt genutzt. (Stand 2016) Nach der Schließung des Kinos war er noch bis in die 1990er Jahre als Nachtclub „Chantal“ genutzt worden. 1912 eröffnete in der Kaiser-Friedrich-Straße 168 ein Kinematographentheater. Das Kinotheater von Robert Lehmann aus der Stuttgarter Straße 61 hatte 127 Plätze und war als Orpheum-Lichtspiele benannt. Lehmanns Orpheum wurde Ende 1919 / Anfang 1920 geschlossen. 1924 wurde die Spielstätte von Alfred Lehmann als Luna-Lichtspiele mit 140/150 Plätzen neu eröffnet. Mit zwei Programmwechseln waren die Spieltage Freitag bis Donnerstag. Im Jahre 1928 wurde Frau A. Bülow Inhaberin und gab als Gründungsjahr 1924 an, ab 1930 wurde wieder Alfred Lehmann der Kinobesitzer, 1934 Robert Lehmann. Diesen löste Otto Scheller nach Angabe aus dem Kinoadressbuch 1937 ab, der seinerseits 1912 als Beginn des Kinobetriebs nannte. Den Krieg hatte das Kino ohne Schäden überstanden und von Otto Scheller wurde bis in die 1960er Jahre bespielt, wobei Dietrich Dreyer zeitweise Geschäftsführer teilweise Mitbesitzer gewesen ist. Das Kino besaß einen Projektionsapparat Erko und Verstärker von Klangfilm. Bei täglichen Filmvorführungen bei 143 Zuschauerplätzen auf ungepolsterten Klappsitzen (Kamphöner) gab es 22 Vorstellungen in der Woche. Um 1958 die Vorführung von 1:2,35-Breitwandfilmen (SuperScope) zu ermöglichen wurde ein Hahn-Goerz-Projektor beschafft, die 1960 durch eine Ernemann IV-Maschine ausgestattet wurde, die Tonwiedergabe erfolgte über Klangfilm in Einkanal-Lichtton, zudem gab es Dia-Projektion. Ende der 1950er Jahre gab es 15 bis 16 Vorstellungen je Woche. 1959 wurde Maria Musche die Inhaberin, 1960 folgte ihr Annelisbeth Skroblin, die 23 Vorstellungen gab. Ab 1961 führte Hannelore Rojahn den Kinobetrieb im Luna bis 1969 und war ab 1964 Betreiberin der Eva-Lichtspiele in Wilmersdorf. Ab 1961 wurde der Zuschauerraum wohl noch mit Flachpolstersesseln aufgerüstet, 18 Vorstellungen sind für die 1960er Jahre angegeben. |
| Lux-Filmtheater (Lage)                                                                              | Neukölln Sonnenallee 210                                       | 1952–1965 | 1952 eröffnete „Welke&Co.“ in der Sonnenallee 210 / Ecke Braunschweiger Straße die „Lux-Lichtspiele“ in einem zweigeschossigen Kino-Flachbau von Architekt Johannes Hayer. „Das Erdgeschoss wurde durch grosse Fenster gegliedert und über dem Eingang wurde der jeweilige Film mittels Plakatmalerei announciert. An der abgerundeten Ecke leuchtete das Signet ‚Lux‘ mit einer Neon-Sonne.“ () Das Kino mit Platz für 531 Zuschauer (Kinoklappstühle von Kamphöner) wurde täglich bespielt, mit 23 Vorstellungen in der Woche. Die Projektion erfolgte mit einer „Ernemann IX“, der Ton kam vom Uniphon-Verstärker, es gab Dia-Projektion mit Ton. Das Haus hatte eine Theaterlizenz für die Bühne von 8 m × 4 m ×8 m Größe. 1957 wurde die Dreyer & Co. Inhaber, deren Geschäft Nikalaizik und Dietrich Dreyer führten mit 17 Vorstellungen und einer Spätvorstellung. Sie führten auch das CinemaScope mit Einkanal-Lichtton in 1:2,35-Breitwand mit der vorhandenen Ernemann-Maschine ein. Das Lux besaß 200 Meter vom S-Bahnhof Sonnenallee den Status als Grenzkino mit leichtem Zugang für Ost-Berliner Besucher. 1961 wurde die Berliner Mauer errichtet und die S-Bahn-Station geschlossen, was sich für das Kino im Umsatz negativ bemerkbar machte. Ab Mitte der 1960er Jahre wurde noch Königsdorfer & Co. der Inhaber des Lux, er musste es wegen sinkender Besucherzahlen 1965 schließen. Die Räume wurden später als Supermarkt genutzt, nach einiger Zeit Leerstand dient das Gebäude jetzt als Autozubehörgeschäft (Stand: 2016). |
| Mars (Lage)                                                                                         | Rudow Alt-Rudow 24                                             | 1956–1974 | Das CinemaScope-Kino wurde 1956 in dem Neubaugebäude der Neuköllner Straße 332 eröffnet, gegenüber vom Krokusweg gelegen. Durch Umbenennung und 1973 folgende wechselseitige Hausnummern bekam es die Adresse Alt-Rudow 24. Inhaber der Mars-Lichtspiele war Willi Raguse, dem auch weitere Berliner Kinos gehörten. Er blieb der Kinoinhaber, der den Betrieb 1974 einstellte. Filme wurden in täglich zwei Vorstellungen, sowie einer Spät- und einer Jugendvorstellung vorgeführt, monatlich eine Filmkunstaufführung. Das Kino bot 498 Zuschauern Platz und war mit Hochpolster-Kinosesseln besetzt. Der Vorführapparat war eine Ernemann X mit Xenon-Lichtquelle, für den Ton bestand eine Ausrüstung vom UFA-Handel, sowie eine Dia-Projektion mit Ton. Die technische Ausrüstung gestattete die Wiedergabe von Breitwandfilmen im Bild- und Tonsystem CinemaScope 1:2,35- und 1:2,55-Seitenverhältnis als Einkanal-Lichtton und Vierkanal-Magnetton. Der Kinobetrieb endete 1974 mit der Umnutzung des Gebäudes zum Supermarkt. Im Dezember 2006 wurde der Bebauungsplan für das Grundstück geändert. Das vorhandene Gebäude an der alten Rudower Dorfstraße ersetzt den vormaligen schmucklosen Kinobau und wird zurzeit von einem Aldi-Markt und einem Denns-Biomarkt und ergänzenden Einrichtungen (Restaurant, Arztpraxis) genutzt. |
| Maxim-Filmtheater (Lage)                                                                            | Neukölln Sonnenallee 57                                        | 1951–1980 | „1951: Eröffnung Maxim-Filmtheater, 689 Plätze, Berlin-Neukölln, Sonnenallee 57, Inhaber Fritz Miethe und Katharina Lorenz. Technische Ausstattung: Ernemann-X-Projektoren mit Uniphon-Verstärker eingerichtet von Ufahandel. Ein Novum für Deutschland: die drahtlose Schwerhörigen-Anlage“ () Das Eckhaus Sonnenallee 57 Ecke Weichselstraße war im Krieg zerbobmt worden, die Ruinen wurden noch Ende der 1940er Jahre beräumt. Diese Baulücke zwischen Weichselstraße 59 und Sonnenallee 55 wurde für die Errichtung eines Flachbaus nach Plänen von Hans Bielenberg genutzt. Der Kinobau war von Fritz Miethe und Katharina Lorenz begründet, für Frau Lorenz stieg 1953 Fritz Staar als Vorführer und Mitbesitzer ein. Er war ab 1955 alleiniger Inhaber und Willi Pätsch wurde zum Führen der Geschäfte eingesetzt, ab 1957 Hans Joachim Bleck. Die Lichtspiele besaßen eine Theaterlizenz für die Bühne von 8 m × 3 mm Größe. Für die Vorführung gab es eine Ernemann-X und für den Ton Uniphon-Verstärker, eine Dia-Projektion mit Ton war vorhanden. Gespielt wurden täglich drei Vorstellungen und zusätzlich eine Spät- sowie eine Matinévorstellung je Woche. 1957 wurde die Kinotechnik für das Bild- und Tonsystem CinemaScope mit Einkanal-Licht- und Vierkanal-Magnetton zur Wiedergabe von 1:2,35- und 1:2,55-Breitwandfilmen durch neue Tontechnik verbessert: „Zeiss Ikon Dominar Variant“ als Verstärker und „Zeiss Ikon Ikovox i. perm. dyn“ als Lautsprecher. 1958 übergeht das Kino an die „Filmtheaterbetriebe Fritz Staar“ als Inhaberin Eva Staar mit Hans Joachim Bleck als Geschäftsführer, es sind zwei Ernemann X, und eine E IV, Verstärker Dominar 500, Lautsprecher Ikovox D 3 vorhanden. Für die 688 Sitzplätze gab es Hochpolstersessel von Kamphöner. In dieser Ausstattung wurde das Maxim bis 1980 betrieben. Nach der Schließung zog ein Supermarkt ein. Nach einem modernisierenden Umbau im vorhandenen Gebäudeumriss besteht weiterhin die Nutzung als Supermarkt. |
| Mercedes-Palast --- nach 1945 Metro Europa mit Roxy (Lage)                                          | Neukölln Hermannstraße 214/216                                 | 1927–1969 | An der Hermannstraße 214–216 wurde neben den Festsälen auf dem Biergarten der Kindl-Brauerei nach den Entwürfen des Berliner Architekten Fritz Wilms der „Mercedespalast“ erbaut. Das Filmtheater hatte eine Baufläche von 3770 m², die Vorderfront an der Hermannstraße wies eine Länge von etwa 50 m und die Seitenfläche an der Rollbergstraße etwa 72,5 Metern auf. Bei seiner Eröffnung 1927 war es das größte Filmtheater Europas. Trotz der prachtvollen Ausstattung berücksichtige Wilms die soziale Struktur Neuköllns: In die seitlichen Flügelbauten sollten ursprünglich vornehme Geschäfte einziehen, doch es entstanden eine Konditorei und eine Stehbierhalle für das einfache Volk. „Jeder Platz kostet bei der ersten Vorstellung 0,60 M und bei den späteren Vorstellungen 1,00 Mark. Auf diese Weise ist der Mercedes-Palast im wahrsten Sinne des Wortes ein Volkstheater, da es der minderbemittelten Bevölkerung möglich ist, große Filme, die meist noch von kleinen Revuen begleitet sind, zu erschwinglichen Preisen zu sehen“ () Die Eintrittspreise wurden in der 1929 einsetzenden Weltwirtschaftskrise unerschwinglich und 1930 wurde aufgrund zu geringer Besucherzahlen erstmals geschlossen. In Konkurrenz zum Kindl-Festsaal wurde es für Veranstaltungen genutzt. Die Zwölfjahresfeier der Roten Fahne, Gastspiele des Kabarettisten Leon Hirsch mit seinem Ensemble „Die Wespen“ im Mercedes-Saal. 1932 folgten die ersten Umbauten durch den Architekten Gustav Neustein und Bruno Meltendorf. Das Kino war in der NS-Zeit Premierenort. Nach 1943 kam es zu einer starken Beschädigung durch Fliegerbomben und so wurde daraufhin 1944 geschlossen. 1927 nennt das Kino-Adressbuch die „Mercedes-Palast Lichtspieltheater Hermannstraße GmbH“ von Artur Rupp mit einem Startkapital von 20.000 RM. 1929 wurde Josef Friedmann Geschäftsführer. 1931 wurde unter der „Forum Lichtspieltheaterbetriebs-GmbH“ von Franz Boden und Georg Warschawski Tonfilmtechnik von Klangfilm eingebaut. 1933 wurde Max Miodowski deren Geschäftsführer, bevor der Mercedes-Palast 1934 von der „Senta-Lichtspielbetriebsges. mbH“ übernommen wurde und 1937 zur „Carl Thomas & Co.“ (ab 1939 mit Geschäftsführer Max Knapp) bis zur kriegsbedingten Schließung wechselt. Den Wiederaufbau der 1944 geschlossenen Spielstätte führte die „Metro-Palast GmbH“ (Gf: Ernst Schreyer). 1953 wurde diese von der „Laupheimer u. Co. KG (Josef Laupheimer)“ als „Europa-Palast“ weitergeführt. Gespielt wurden täglich zwei bis drei Vorstellungen mit Projektor Erko IV, Verstärker von AEG und Klangfilm-Europa, Dia-Projektor. Für die Bühne von 20 m ×9 m bestand eine Theater- und Opern-Lizenz. Der Einbau des Roxy erfolgte 1955 unter Laupheimer. Damit waren im Haus zwei Kinos für 2060 Zuschauer im Europa-Palast und 750 Zuschauer im Roxy an der Hermannstraße vorhanden. Ab 1960 wurde in den Jahren abnehmender Besucherzahlen die „Europa-Palast, Karl Heger & Co. KG.“ Inhaber beider Kinos verantwortlich. 1966 folgten noch Umgestaltungen durch Hans Joachim Woyke. Der Kinobetrieb endete am 15. April 1969. - Im Jahr 1955 wurde der Europa-Palast mt Breitwand ausgestattet: zwei Ernemann X, eine Ernemann VII B (Lichtquelle: Becklicht, Reinkohle), Verstärker Dominar L, Lautsprecher Klangfilm-Kombination, CinemaScope (SuperScope) in Einkanal-Lichtton und Vier-Kanal-Magnetton, Format 1:2,35 und 1:2,55. Ende der 1950er Jahre waren die Zuschauerplätze teilweise als Flachpolster, teilweise mit Hochpolster von Bähre ausgestattet, es gab zudem auch ungepolsterte Holzklappsessel. In der Woche gab es 23 Vorstellungen und eine Spätvorstellung. - Das Roxy mit 750 Sitzplätzen bot 23 Vorstellungen und eine Spätvorstellung und besaß Hochpolsterklappsessel von Kamphöner. Für die Wiedergabe des Bild- und Tonsystems CinemaScope (1 KL und 4 KM) in 1:2,35 und 1:2,55 existierten eine Projektionsapparatur FP 6 und Verstärker und Lautsprecher von Philips zur Verfügung, sowie Diaprojektion mit Ton. Der „Europa-Palast“ mit 2000 Plätzen war trotz verkleinernder Umbauten 1969 zu groß geworden. Mit der Schließung ließ Woolworth das Gebäude – mit geänderter Fassade – zum Warenhaus umbauen. 1992 zog Woolworth in die benachbarten Kindl-Säle und der ehemalige Mercedes-Palast wurde für den Neubau des „Kindl-Boulevards“ abgerissen. 1996 eröffnete die Yorck-Kinogruppe die Rollberg-Kinos daneben. Auf dem Grundstück des Mercedes-Palastes befindet sich aktuell (Stand 2016) ein Hotel. |
| Neues Off --- Eros Rixi Volks-Theater (Lage)                                                        | Neukölln Hermannstraße 20                                      | seit 1918 | Die Hermannstraße wurde von Norden beginnend ausgebaut, das Haus 20 gegenüber vom St. Jacobi-Friedhof I besteht in der Front der Nachbarhäuser. Mit der Nähe zur Hasenheide entstand in der Gründerzeit ein Vergnügungsviertel mit Biergärten, Theatern und Tanzsälen, seit 1882 in der Nummer ein Theater. Die Kinoanfänge mit Kinematographentheater liegen 1918. 1910 ist im Haus von Kaufmann Eugen Maue das Volkstheater im Hofgebäude des Mietshauses. Im Hof des Mietshauses befand sich das Volks-Theater. Für das Jahr 1918 ist in der Adressbuchausgabe 1919 neben dem Volkstheater insbesondere E. Sindlinger mit Lichtspielen eingetragen, wenn seine Vorstellungen in der Anzengruber Straße 12 angegeben werden. Im Nachtrag 1918: „heißen jetzt: Volks-Theater-Lichtspiele, Hermannstr. 20, Ernst Sindlinger, 450 Plätze“. In den 1920er Jahren entwickelte sich die Hermannstraße zu einer „Kinomeile“ und blieb dies bis zum großen Kinosterben der 1960er Jahre. „Eine der wenigen Erfolgsgeschichten hat das ‚OFF Kino‘ in der Hermannstraße zu verzeichnen. Das Varieté-Theater wurde 1926 zum Kino und 1955 schließlich zum ‚Eros-Cine-Center‘, das wohl eher schlecht als recht lief. 1979 sollte ein Neustart her, doch das Image des Porno-Kinos haftete dem Gebäude nach wie vor an. Erst in den 1990er Jahren konnte das Kino seinen Ruf aufbessern. Als ‚Neues OFF‘ erstrahlt es seit 1998 in altem Glanz.“ Die Volks-Theater-Lichtspiele von Ernst Sindlinger boten 450 Plätze, im Kino-Adressbuch gibt 1920 der Besitzer Czutzka & Co. GmbH gar 1500 Plätze und tägliche Vorstellungen an, der Kinobesitzer Jaques Salomonowitz allerdings 1921 wieder 400 Plätze für die Volks-Theater-Lichtspiele. Die Darbietungen für diese 390 bis 420 Zuschauer auf einer Bühne von 5 m × 4 m (spätere Angabe:5,8 m × 5,6 m × 4,1 m) sind als Film- und Bühnenschau beschrieben, explizit so angegeben 1928 von den neuen Inhabern : Muhlert, Scheil & Levy, wechselnd 1929 Muhlert und Karl Fried, 1930/1931 Karl Fried und Friedrich Reinhardt. 1932 sind Erna Vogel und Friedrich Reinhardt als Inhaber genannt, die von Klangfilm Tonfilm-Technik einbauen ließen mit einer Mechanischen Musikanlage. 1934 ist Ernst Hilliger Inhaber des „Volks-Theaters (Film und Bühne)“. Bruno Gaebler formt 1936 die Spielstätte als „Rixdorfer Lichtspiele“ (Rixi, Rixi am Hermannplatz) zum Kino mt 391 Plätzen und täglicher Vorstellung mit Zugang entsprechend der Adresse: Hermannstraße 20 und Wißmannstraße 17. 1938 bis zum Kriegsende ist Hedwig Gaebler Kinobesitzerin. Das unbeschädigte Gebäude wird in der Nachkriegszeit ungehindert im Besitz von Frau Helene Glass aus München-Puchheim weiterbetrieben. 1950 ist für den Betrieb des Rixi-Filmtheaters die „Union-Filmtheater Betriebsgesellschaft Plettner, Pollak, Glaß“ genannt. Die Geschäfte von Frau Glass führt W. F. Dessler: zwei und folgend drei Vorstellungen mittels eines Projektor Ernemann IV, Klangfilm Verstärker und Dia-Projektor. Frieda Weber ist 1953, ab 1955 Rolf Budde und Paul Grasse als Inhaber eingetragen. Die vorhandene Technik (Ernemann IV, Verstärker und Lautsprecher Klangfilm, Becklicht) wird 1957 für das Bild- und Tonsystem CinemaScope Einkanal-Lichtton auf 1:2,35-Breitwand genutzt, Dias mit Ton. 380 Zuschauerplätze mit Flachpolster von Schröder & Henzelmann, werden täglich bespielt, 22 Vorstellunge je Woche plus eine Spätvorstellung. Die Kinokrise der 1960er Jahre wird überwunden, doch die Rixi-Lichtspiele werden in den 1970er Jahren als „Eros Cine Center“ genutzt. 1979 übernimmt die Yorck-Gruppe (Knut Steenwerth) das Kino unter dem Namen „Off“ als Programmkino (off vom Mainstream). 1998 wird renoviert und auch restauriert: danach das eröffnet „Neue Off“. Das Kino ist Teil eines vierstöckigen Wohnhauses und eines der letzten alten Lichtspielhäuser, die in Berlin überleben konnten. Das „Neue Off“ spielte zeitweilig englischsprachige Filme in Originalfassung mit Untertiteln und übernahm die Programmstruktur des 1999 abgerissenen Olympia am Zoo. Seit dem Jahr 2003/2004 werden nur noch sporadisch Originalfassungen gezeigt. Aus dem 1950er Design besteht der Sarotti-Tresen im kirschroten Foyer. Die Wände unten in rot gestrichen oben hellgelb und der schwarz-weiß gekachelte Boden sind die Farben des kleinen Foyers. Der Saal wird über ein paar Stufen betreten, die untere Hälfte der Wände mit dunklem Holz verschalt, der obere Teil mit gelbem Stoff bespannt, türkisgrün Vorhang, Sessel, Decke. Die Sessel haben eine hohe Kopflehne und weiche Armlehnen mit ausreichend Abstand zur Vorderreihe. Die Leinwand ist 9,7 m × 4,2 m groß, die Projektion in D-Cinema 2K und der Ton in Dolby Digital. Seit 2007 ist das NEUE OFF Veranstaltungsort der Türkischen Filmwoche. Die Kapazität im Off war 1993 300 Plätze, 1995 280 Plätze und 1997 noch 265 Plätze. Nach der Renovierung verblieben 193/187 Plätze in 13 Reihen. |
| Olympia-Lichtspiele (Lage)                                                                          | Buckow Buckower Damm 222/224                                   | 1936–1963 | Von 1752 bis 1890 war das Gelände an der Strecke Berlin-Dresden Ecke Dorfstraße als Poststation mit Pferdewechsel genutzt worden und 1893 wurde der alte Dorfkrug durch den Gasthof mit Tanzsaal ersetzt. Im Olympiajahr 1936 wurde der Tanzsaal der Gastwirtschaft Dorfstraße 2 zum Lichtspieltheater umgebaut. Der Name des Kinos folgte dem Gründungsjahr: Olympia und die Bühne mit 30 m² Größe wurde vom vormaligen Tanzsaal übernommen. Das Saalkino erhielt die neue Adresse Chausseestraße 38–40 in Buckow-West. Die Dorfstraße ist seit 1939: Alt-Buckow und seit 1955 ist das Gaststätten-Grundstück von × Buckower Damm 218/224 auf 90 m Länge. Das Kino wurde von Hermann Diedrich am 12. November 1936 mit 412 Plätzen eröffnet und täglich bespielt. Durch die Stadtrandlage blieb die Stätte im Krieg erhalten und wurde durchgehend in der Nachkriegszeit bespielt. 1949 ist Maximilian Rummler der Kinobesitzer, er wird 1950 Geschäftsführer von Charlotte Löper. Von 1951 bis 1961 diente das Kino auch als Grenzkino, wobei der Besucherstrom durch Schönefeld wohl nicht groß war. Die Kapazität beträgt noch 385 Zuschauer. 1959 ist die Adresse im Kino-Adressbuch noch Chausseestraße 38–40, das Olympia wird täglich mit zwei Vorstellungen bespielt. Im Olympia wurde von Charlotte Loeper und Martha Diedrich das Bild- und Tonsystem CinemaScope in Einkanal-Lichtton 1:2,55 eingerichtet. Die Technik bestand aus dem Projektionsapparat Ernemann IV mit Tontechnik von Klangfilm und Dia-Projektion mit Ton. Ab 1960 sinkt die Anzahl der Plätze auf 263 und 1962 wird nur nach Freitag bis Sonntag gespielt. Nach dem Mauerbau schloss das Kino 1963. Das Foyer wurde zu einem Café umgebaut, das noch als Cafe-Restaurant Olympia besteht. Der ehemalige Gasthof ist das benachbarte Restaurant „Park-Eck“. Der Kinosaal dient als Teppichmarkt. |
| Orion (Lage)                                                                                        | Neukölln Neuköllnische Allee 52                                | 1953–1961 | Hugo Baier eröffnete 1953 das Orion auf dem 140 Meter tiefen Grundstück Neuköllner Allee 52 (ab 1957: Neuköllnische Allee 52) mit einer Straßenfront von 20 m. 500 m fußläufig vom S-Bahnhof Köllnische Heide damals ein Grenzbahnhof an der Ringbahn wurde es mit 375 Sitzplätzen gezielt als Grenzkino erbaut und so bis zum Mauerbau genutzt. Mit täglichem Spielbetrieb gab es 23 Vorstellungen in der Woche. Für die Bühne von 1,5 m × 6 m bestand auch eine Theaterlizenz. Zur Filmvorführung gab es die beiden Projektionsmaschinen vom Typ Euro M und Ernon IV, für den Ton Eurodyn-K-Verstärker und den Dia-Projektor mit Tonwiedergabe. Ab 1957 konnte Breitwand zu den 22 Vorstellungen und einer Spätvorstellung angeboten werden. Für CinemaScope-Wiedergabe in Einkanal-Lichtton im Seitenverhältnis 1:2,35 war die Projektionsapparatur Bauer B8A neu beschafft worden. Die 375 möglichen Zuschauer konnten auf Kamphöner-Sesseln Modell „Berlin“ sitzen. Ab 1958 waren Charlotte und Hugo Baier gemeinsam Kinobesitzer, Hugo führte die Geschäfte und Charlotte besaß das Gewerbe. Durch den Mauerbau sank die Besucherzahl, die Filmvorführungen mussten 1961 eingestellt werden. Nach der Schließung nutzt ein Gewerbebetrieb seither das Kinogebäude als Lager. |
| Palast-Kino Stern --- Ufa im Stern (Lage)                                                           | Neukölln Hermannstraße 49                                      | 1916–1973 | „Das ‚Palast-Kino Stern‘ an der Hermannstraße war eines der ersten eigenständigen Filmtheaterbauten. 1915 eingeweiht, brannte es 1924 bis auf die Grundmauern ab. Bis zur Neueröffnung richtete man zunächst gar ein Behelfskino ein, um dem Ansturm der Filmbegeisterten gerecht zu werden. Der Neubau fasste 1170 Plätze unter einer elliptischen, goldenen Kugel, die der Berliner Maler August Unger kunstvoll verziert hatte. 1973 endete der Spielbetrieb und aus dem Schmuckstück wurde ein Supermarkt.“ Der Hinterhaus-Saal der Stern-Lichtspiele von 1915 war mit 321 Plätzen im Besitz der Alfred Blank GmbH und 1918 war Wohlfart aus der Erlangerstraße 12 Inhaber. Zum Haus Hermannstraße 49 gegenüber der Tollbergstraße (damals Jägerstraße) gehörten dahinterliegende 2300 m² an die Weisestraße 54 und 55. Die „Vereinigte Kukuk, Excelsior, Stern, Hermann Baum“ übernahm den Kinobesitz ab 1920 und nennt für dieses 920 Sitzplätze. Nach dem Brand wurde im Auftrag und als Bauherr der Stern Lichtspielhaus G.m.b.H. (im Ufa-Konzern) durch Heinrich Möller und Max Bischofl, sowie Bauingenieur Gustav Heun mit 1197 Plätzen neu errichtet. „Ein neues Lichtspielhaus in Berlin. Die Stern-Lichtspielhaus-G. m. b. H. eröffnet am Mittwoch, dem 23. Dezember, nachmittags 5 Uhr, mit einer Sondervorführung vor geladenen Gästen ihr neu erbautes Palast-Kino ‚Stern‘ in Neukölln, Hermannstr. 49.“ () Der breite Eingangsbereich bestand aus dem erneuerten Erdgeschoss und dem ersten Obergeschoss des Wohnhauses, neben der Tür befanden sich Schaukästen mit dem Kinoprogramm. Die Vorhalle bildete ein Raum mit dunkler Holzverkleidung und blaugoldener Decke. Der rechteckige Zuschauerraum bot im Parkett 638, auf dem Rang 464 und in den in den Saal ragenden Logen 98 Zuschauern Platz. Im Kino-Adressbuch sind 1928/1929 1080 Sitzplätze und tägliche Vorführungen genannt, die Bühne hat 32 m². 1930 wurden Rechtsanwalt Hermann Zimmer und Heinrich Möller die Beauftragten der „Vereinigte Kukuk-Excelsior-Stern“ in UFA-Besitz für die nun 1200 Plätze untermalten 14 Musiker die Stummfilmvorführungen akustisch. 1931 folgte die Umrüstung auf Tonfilm mit einer Einrichtung von Klangfilm und es gab die Firmierungsänderung: Stern Lichtspielhaus GmbH (Ufa-Konzern). 1933 vertreten durch Regierungsrat z.D. Kurt Maurer und Heinrich Möller, 1934 Rechtsanwalt Henning. v. Boehmer und Heinrich Möller. 1935 baute Heinrich Möller die Fassade um. 1938 wurden die Stern-Lichtspiele von der Stern Lichtspielhaus GmbH (Ufa-Konzern in Neukölln: Vereinigte Kukuk-Excelsior-Stern GmbH) vertreten durch Heinrich Möller und Nölting geführt. Bei Luftangriffen wurden Teile des Gebäudes zerstört, schon 1946 wurde das Kino wiederhergestellt und weiter betrieben. Es stand bis 1949 als Kino mit 1137 Sitzen in der Verwaltung der „USA Finance & Property Control“ mit Sitz in Tempelhof, Viktoriastraße 13–18. 1950 gingen die Sternlichtspiel mit 1143 Plätzen wieder an die „Vereinigte Kukuk-Excelsior-Stern“ von Treuhänder A. Feldes. Als Technik gab es eine Zeiss-Ikon-Vorführmaschine und Klangfilm-Verstärker und Dia mit Ton. Gespielt wird täglich zweimal. Für die Bühne bestand eine Theater- und Opernlizenz. 1953 wird Fritz Glenz der Vorführer und Vertreter und erweitert 1955 auf 17 Vorstellungen je Woche. 1956 wurde das Kino der UFA-Theater AG Düsseldorf vom Architekten de Born umgebaut. „Nach mehrwöchigem Umbau wurden die bisherigen Stern-Lichtspiele in Berlin-Neukölln als ‚UFA im Stern‘ neu eröffnet und boten ihrem Stammpublikum mit dem Cinemascope-Film 20000 Meilen unter dem Meer (Verleih: Herzog) sogleich etwas Besonderes. Das Haus ist nicht nur äußerlich in neuer Schönheit erstanden, sondern auch im Innern bis in kleine Einzelheiten modernisiert. Die Zahl der Plätze wurde von 1181 auf 1154 reduziert, um ein bequemeres Sitzen (in stahlgrauen Polstersesseln von der Firma Stüssel) zu ermöglichen. Braun getönte Rigipsplatten an den Wänden und eine neu eingezogene, himmelblaue Decke sorgen für einwandfreie Akustik. Die Lampen, wie kleine Sterne funkelnd, sind den Sternbildern entsprechend an den Wänden aufgeteilt. Über der 15 Meter breiten Bühne ist eine 12,75 mal 5,25 Meter große Leinwand angebracht, und zwar eine nahtlose Translux-Bildwand, die im Flugzeug extra aus den USA nach Berlin gebracht wurde. Im Vorführungsraum stehen auf Cinemascope umgebaute Ernemann 7 B-Maschinen von Zeiss Ikon. Eine Spezialanlage für Schwerhörige ermöglicht auch diesen ein einwandfreies Hören. Der Umbau erfolgte unter der Leitung der UFA-Bauabteilung. Die technische Ausstattung lieferte UFA-Handel, die Elektro-Installation Reiche & Vogel. Hausherr Helmut Engmann zeigte vor Beginn der Eröffnungsvorstellung Pressevertretern das neue Haus, das zu den größten und repräsentativsten Lichtspieltheatern West-Berlins gehört.“ () 1962 übernimmt die „Fritz Staar, Filmtheater Betriebe (Eva u. Ingeborg Staar)“ das „UFA im Stern“ von der UFA AG wieder als Stern-Lichtspiele. Doch 1973 endete die Nutzung als Kino. Ein erneuter Umbau machte aus dem Gebäude einen Selbstbedienungsladen, der Kinosaal wird als Drogeriemarkt genutzt. Der Kinobau erschließt sich durch Eingang links vom Hauseingang durch den Drogeriemarkt in dessen hintere Räume, die teilweise zur Verkaufsfläche zählen und hinten als Lager dienen. |
| Panorama (Britz) (Lage)                                                                             | Britz Fritz-Reuter-Allee 184                                   | 1959–1980 | Nahe der Hufeisensiedlung wurde mit der U-Bahn-Linie am U-Bahnhof als Ortsteilzentrum der „Marktplatz Britz-Süd“ gestaltet. An der Südwestecke des Platzes auf dem Grundstück Fritz-Reuter-Allee 184/Gutschmidtstraße 32/34 wurde 1958/1959 durch den Architekten Gerhard Fritsche projektiert das „Panorama Filmtheater II“ erbaut. „… eines der originellsten Filmtheaterbauten in Berlin: Der freistehende Bau hatte eine futuristische Form, die Außenwand stach durch bläulich-weiße Blockstreifen ins Auge. Das Kino spielte von 1959 bis 1977 [… 1980] und erlitt dann das übliche Schicksal: Richtig, ein weiterer Supermarkt.“ Das Panorama II (Britz) wurde, wie aus der Namensgleichheit folgt, von der „Dr. Fritz Seifert, Filmtheater-Betriebe“ geführt. Das Kino hatte 893 Plätze mit Hochpolster-Sesseln von Schröder & Henzelmann für die Zuschauer, es gab 21 Vorstellungen, eine Spät- und eine Jugendvorstellung. Mit einem Zeiss-Ikon- und dem Ernemann X-Projektionsapparat und Verstärkern und Lautsprechern von Zeiss Ikona könnten Breitwandfilme in 1:2,35 und 1:2,55 in CinemaScope mit Einkanal-Lichtton und Vierkanal-Magnetton vorgeführt werden. Die Dia-Projektion erfolgte mit Ton. In diesem Kinobau befand sich damals eine Ladenzeile. Das Gebäude steht unter Denkmalschutz. 1980 wurde das Kino geschlossen und ein Supermarkt (Coop, Spar, Edeka) zog in die Räume ein und das architektonisch interessante Gebäude wird aktuell weiterhin als Supermarkt genutzt. |
| Panorama --- Knesebeckpalast (Lage)                                                                 | Neukölln Silbersteinstraße 92/94                               | 1919–1977 | In der Knesebeckstraße 48–49 befand sich in den 1910er Jahren eine Gastwirtschaft mit Garten und dem Gesellschaftshaus mit Theatersaal für 600 Personen, das von Richard Felsch betrieben wurde. 1919 wurde der Knesebeck-Palast von Karl Genseke als Kinematographentheater mit 400 Plätzen eingerichtet. 1921 betrieb Alfred Marcus dieses als „Kino-Variete“, um mit der Bühnenschau die Stummfilme attraktiver zu gestalten. Die Bühne war 7 m breit, 4,50 m tief und 5,50 m hoch. Von den neuen Inhabern Richard Felsch, Karl Strakosch und Ernst Defries wurde 1924 die Bühnenschau bei täglicher Vorstellung mit Wechsel des Programms am Dienstag und Freitag beibehalten. Zur akustischen Gestaltung ist eine Kapelle von drei bis fünf Musikern vorhanden. 1927 tritt Bruno Mayer als Inhaber bei, als deren Geschäftsführer ist 1929 Herbert Ehrlich im Kino-Adressbuch benannt. Die Vorführung von Tonfilmen erforderte die Umstellung mit Klangfilmtechnik, die 1932 erfolgte. 1933 führt Willy Müller die Geschäfte, bevor das Kino in den Besitz von Julius Janowski kommt. Der Knesebeck-Palast hatte nun 452 Plätze und ab 1939 führt Anni Schlüßler die Geschäfte, bis das Kino um 1943 durch Luftangriffe zerstört wird. Die Knesebeckstraße wurde 1950 in Silbersteinstraße umbenannt, das Doppelgrundstück wird zur Silbersteinstraße 92/94. Der Architekt Gerhard Fritsche erbaute 1954 innerhalb von fünf Monaten auf dem beräumten Grundstück des ehemaligen „Knesebeckpalastes“ das Lichtspieltheater „Panorama“. „Guter Geschmack und gediegene Einrichtung kennzeichnen auch das neue Neuköllner Lichtspielhaus der Filmtheaterbetriebe Dr. Fritz Seifert. 648 Plätze. Architekt: G. Fritsche, Berlin-Grunewald. Bestuhlung: Schröder & Henzelmann.“ () „In hellen, lustigen Farben durchbricht das neue Haus das eintönige Grau der Straßen. Durch eine blaue Detopak-Verkleidung fällt der Eingang aus großer Entfernung ins Auge, und die mit großen Kristallscheiben verglaste Eingangsfront gewährt Einsicht in das etwas höher gelegene Foyer. Hier laden bequeme Möbel zum Verweilen ein. Die sich nach vorne verjüngende Form des Zuschauerraums entspricht den neuesten Erfahrungen und technischen Notwendigkeiten des CinemaScope-Films. Die Wände sind mit Glaswolle wattiert und mit goldfarbenen Acella bespannt. Eine dezente indirekte Beleuchtung erhellt den Zuschauerraum. und zusätzliche Wandleuchten sorgen für warmes Licht in den Gängen. Als Bestuhlung wurde ein Hochpolstersessel mit silbergrünem Acellabezug gewählt. Eine moderne Ölheizung sorgt für gleichmäßige Tempratur …“ (zitiert nach Zeitschrift Filmblätter) Die Geschäfte der „Dr. Fritz Seifert, Filmtheater-Betriebe“ führte 1957 im „Panorama“ Bernhard Lindenthal. Zu den täglich drei Vorstellungen wurde eine Spät- und eine Jugendvorstellung angeboten. Die technische Ausrüstung besteht aus dem Ernemann X-Projektor (Becklicht), der Dominar-Tonanlage von Zeiss Ikon und Dia-Projektion mit Ton. 1957 können Breitwandfilme in CinemaScope mit Vierkanal-Magnetton und Einkanal-Lichtton (SuperScope) im Format 1:2,55 und 1:2,35 vorgeführt werden. Der Kinobetrieb wird bis 1977 aufrechterhalten. Danach wurde das Kino als Gewerbefläche genutzt. „Der Architekt Gerhard Fritsche errichtete die beiden Panorama Lichtspiele: ‚Panorama Filmtheater I‘ in der Silbersteinstraße und ‚Panorama Filmtheater II‘ in der Gutschmidtstraße. Letzteres ist eine der originellsten Filmtheaterbauten in Berlin: Der freistehende Bau hatte eine futuristische Form, die Außenwand stach durch bläulich-weiße Blockstreifen ins Auge. Das Kino spielte von 1959 bis 1977 und erlitt dann das übliche Schicksal: Richtig, ein weiterer Supermarkt.“ Der große Saalbau blieb dabei (Stand 2016) äußerlich in der Struktur erkennbar. |
| Passage --- Schauburg Excelsior (Lage)                                                              | Neukölln Karl-Marx-Straße 131/133                              | seit 1910 | Das Rixdorfer Gesellschaftshaus wurde 1909 in der Bergstraße 151–152 nach Plänen des Architekten Reinhold Kiehl errichtet und steht unter Denkmalschutz. Das Grundstück führt als Passage von der Bergstraße (seit 1947: Karl-Marx-Straße 131/133) zur Richardstraße 12/13. Bauherr war der Kaufmann Paul Dädlich. 1910 eröffnete Fritz Singer im 1. Obergeschoss der Passage – in einem als Theater geplanten Saal im hinteren Quergebäude – sein Kinematographentheater. Die Excelsior-Lichtspiele gingen 1913 in den Besitz der „Excelsior Lichtbildtheater Gesellschaft mbH“ (ab 1917 als „Excelsior-Lichtspielhaus GmbH“ Friedrichstraße 20), diese zog mit 1918 in neue Räume im „Deutschen Wirtshaus“ (Bergstraße 136) um. Das verbliebene Kino mit 650 Plätze wurde von der „Schauburg-Lichtspiele, Rudolf & Co. KG“ übernommen und von Maximilian Mikulla als Schau-Burg betrieben. Als 1921 Carl Lorenz das Kino weiter betrieb benannte er sie nach der Gebäudelage als Passage-Lichtspiele. Mit 603 Sitzplätzen und täglichen Vorstellungen nahm Lorenz 1924 Georg Kuhnert als Mitinhaber auf und übergab 1925 an Minna Lorenz mit der Leitung durch Kuhnert. 1927–1930 firmierten sie als Passage-Lichtspiele GmbH. Im Kino-Adressbuch folgen für das 650-Plätze-Kino 1930 Marga Kuhnert, Emil Eilermann und Max Förster als Inhaber der Passage-Lichtspiele Neukölln GmbH, wobei Georg Kuhnert die Geschäfte führte. Für die akustische Begleitung der täglichen Stummfilmvorstellungen waren sechs Musiker zuständig. Ab 1932 wurde wieder Georg Kuhnert Inhaber und ermöglichte die Vorführung von Tonfilmen durch Einbau von Tontechnik der Firma Kinoton, die Kapelle wurde durch eine mechanische Musikanlage ersetzt. 1937 kam Hans Woelke als Mitinhaber hinzu, ab 1941 Franz Woelke, sie gaben 634 Plätze an. Den Krieg überstand das Haus ohne große Schäden und Georg Kuhnert konnte mit der Passage-Lichtspiele Neukölln GmbH den Spielbetrieb schnell wieder aufnehmen. Er besaß für die Bühne von 7,2 m × 3,7 m eine Theaterlizenz, der tägliche Kinobetrieb bot anfangs 15 und ab 1953 22 Vorstellungen je Woche, 1956 kam die Spätvorstellung dazu; die 660 Plätze sind ungepolsterte Kinosessel von Kamphöner. Die Tontechnik von Kinoton wurde mit einem Erko-IV-Projektor vervollständigt, sowie mit Dia-Wiedergabe mit Ton. Für das Bild- und Tonsystem Einkanal-Lichtton in CinemaScope (1:2,35) kamen Verstärker und Lautsprecher von Klangfilm zum Einsatz. 1961 löste Georg Kuhnert die Passage-Lichtspiele Neukölln GmbH auf und Heinz Diedrich wurde Inhaber mit Theaterleiterin Annemarie Stolt. 1967 übernahm noch Eva Staar mit ihrer Kino-Betriebsgesellschaft, gab aber 1968 auf. Als der Kinobetrieb 1968 endete, wurde der Saal zum Gebrauchtmöbellager umgenutzt. Im Jahr 1989 trat die Yorck-Kinogruppe (Yorck-Kino GmbH – FTB, 10789 Berlin, Rankestr. 31) die Tradition an und belebte die Passage wieder. Die historisch getreu rekonstruierte Instandsetzung des Theatersaals erfolgte durch den Architekten Wolfgang Claussen, die umlaufende Galerie blieb für das Publikum gesperrt, der Kinosaal bot noch 292 Plätze. Zum historischen Kinosaal als Saal 1 kamen zwei kleine Kinosäle hinzu, 1993 folgten zwei weitere Kinosäle. 1993 betrug das gesamte Platzangebot wieder 626: Der Saal Passage 1 hatte 300 Plätze, Passage 2 hatte 125 Plätze, Passage 3 bot 70 Plätze, Passage 4 hatte 60 Plätze und Passage 5 besaß 71 Sitzplätze. Nachdem 2003 der dem Foyer gegenüberliegende Saal wieder aufgegeben wurde, nannte die Yorck auf der Webseite für die vier Säle: 220, 69, 51 und 48 Plätze. 2012 wurde die Passage mit Digitaltechnik ausgerüstet, ab 2013 wurden Filme auch in Originalversionen gezeigt. Die Rundbogenfenster bildeten im Inneren die seitlichen Wände des großen Saals 1. Das Foyer hatte zwei Eingänge und einen Cafébetrieb mit einem an eine Filmkulisse erinnernden alten Speisewagen der Bahn als Attraktion. Vom Foyer ging es zu den Sälen 1 und 2 aufwärts und zu den Sälen 3 und 4 durch ein guterhaltenes Treppenhaus nach unten. Der Saal 1 hatte in der Neigung verstellbare Kinostühle wie die meisten Yorck-Kinos, die Leinwand vor den 13 Sitzreihen besaß die Abmessungen 8,9 m × 4,2 m. Saal 3 war klein und die Decke hing tief, er war in Rot gestaltet. Im Saal 4 standen im Raum Pfeiler zwischen Gang und Sitzreihen, der kleinste Saal war am schlichtesten eingerichtet: Im Black-Box-Stil. Eine Besitzer-eigene Darstellung lobte: „Kronleuchter-Kino vom Feinsten mit rotem Samt und goldenem Stuck und ein Liebling der jungen Neuköllner Szene. […] Der historische Kinosaal 1 […] in alter Pracht gehört zu den schönsten Sälen Berlins. […] in Saal 2 kann man durch eine Glasscheibe seitlich in den Vorführraum spicken und den Filmvorführer bei der Arbeit beobachten. Dienstag nachts kommen hier die Sneak-Previewer auf ihre Kosten; der kleinste Kino-Nachwuchs versammelt sich einmal pro Monat im Spatzenkino. Regelmäßige Gäste sind auch die Berlinale oder das Interfilm-Kurzfilmfestival.“ () |
| Rollberg-Kinos (Lage)                                                                               | Neukölln Rollbergstraße 70                                     | seit 1996 | Das 100 m breite Quartier der einstigen sanften „Rollberge“ entlang der Rollbergstraße (vormals: Jägerstraße) zwischen Hermann- und Karl-Marx-Straße (vorher: Bergstraße) gehörte der Berliner Kindl-Brauerei. Nach der Aufgabe des Brauerei-Betriebes auf diesem Standort wurde das Gelände für andere Nutzungen geöffnet. So stand hier der Mercedes-Palast. 1992 wurde das Karree Hermannstraße zur Ecke Rollberg-/ Mainzer Straße für den „Kindl-Boulevard“ beräumt. Mit der Fertigstellung dieser Einkaufspassage 1996 eröffnete die Yorck-Kinogruppe im Oktober 1996 die Rollberg-Kinos. Es ist ihr größtes Haus der Yorck-Gruppe mit fünf Sälen und 463 Plätzen. Die Rollberg-Kinos befinden sich im hinteren Teil der Passage, der Zugang zum Kino von der Rollbergstraße führt durch den Innenhof, in dem sich die Glasfront des weitläufigen Foyers L-förmig erstreckt. Am Ende steht das Kassenhäuschen, die Eintrittskarten werden am Snacktresen ausgegeben. Die Kinosäle haben digitale Projektion und als Ton Dolby Digital 5.1. Die 'zeitgemäßen' Säle unterscheiden sich in erster Linie durch ihre farbliche Gestaltung. - Kino 1: 150 Polsterklappsessel in 12 Reihen mit einer Leinwand von 2,5 m mx m5,9 m, rotes Design für Wand, Vorhang und Design - Kino 2: 113 Plätze und eine 2,6 m × 6,1 m-Leinwand, in dunkelblauem Design - Kino 3: 2,5 m × 5,8 m große Leinwand für 89 Zuschauerplätze, Sessel und Vorhang grün, Wände schwarz - Kino 4: 67 Plätze, Leinwand von 2,7 m × 6,3 m, orange Sessel und grauer Vorhang - Kino 5: 44 Plätze in fünf Reihen mit einer Leinwand von 2,4 m × 5,4 m, der kleinste Saal in magenta und ohne Vorhang gestaltet Die Nachfrage veränderte die Filmauswahl „von einem mainstreamorientierten Kino zu einem anspruchsvollen Kiezkino mit art-house-dominiertem Programm“. Gezeigt werden Originalversionen mit Untertiteln und viele Filme werden länger als in anderen Kinos gezeigt. Festivals wie die Französische Filmwoche und andere Sonderveranstaltungen ergänzen das Angebot. |
| Rollkrug-Lichtspiele --- Ufa im Rollkrug (Lage)                                                     | Neukölln Karl-Marx-Straße 2                                    | 1908–1977 | Bis 1907 befand sich am Hermannplatz die Gastwirtschaft Rollkrug. 1902 wurde an der Ecke Berliner Straße/Hermannstraße der Neubau eines Wohn- und Geschäftshaus nach Plänen von Arthur Voght errichtet. Das 1902/1907 als Neuer Rollkrug errichtete Gebäude steht unter Denkmalschutz. Im Oktober 1908 eröffnete Jules Greenbaum (eigentlich Julius Grünbaum und Besitzer der „Deutsche Bioscope“) darin das „Vitascope-Theater“ mit 500 gepolsterten Sitzplätzen zur Vorführung mit dem Apparat aus eigener Produktion, die Musik kam von einer Künstlerkapelle. Der Eintrittspreis lag mit 3 Mark und relativ hoch, so galt es als „vornehmstes Institut dieser Art“. 1911/1912 wurde das „Vitascope-Theater Rollkrug“ von Max Walther geführt, 1913/1914 vom Kinematographen Grenbaum 1915 Altmann, Hermannstr. 256–257 Im Januar 1909 wurde es von den Königlichen Hoheiten Prinz und Prinzessin Heinrich besucht. 1915 führt Altmann das „Kinematographentheater Hermannstr. 256-257“, 1917 unter Lichtspiele „Rollkrug“ am Hermannplatz. 1918 betreibt die Rheinische Lichtbild Act.-Ges., Köln die Rollkrug-Lichtspiele (Berlinerstraße 1) mit 700 Plätzen. 1920 unter dem Namen „Edenpalast im Rollkrug“ (tägliche Borführung, 399 Plätze) wird die Berliner „Decla-Bioscop-AG“ geführt von Tennikait der Inhaber, 1921 mit der Firmierung „Decla-Lichtspiele Rollkrug“. Die Decla/UFA führte das Kino bis 1960. Mit dem Übergang der Decla in die UFA hieß das Kino nach dem berlinweiten Muster: „Ufa-Theater Rollkrug“. Mit seinen 398 Plätzen wurde es kein UFA-Palast und innerhalb der UFA-Organisation wurde es 1927 mit anderen Neuköllner Kinos Teil der „Vereinigte Kukuk-Excelsior-Stern-Lichtspiele“, die Kapazität für Zuschauer aus 420 erweitert. Deren Geschäfte wurden von Rechtsanwalt Hermann Zimmer und Erich Norden geführt. Die Erweiterung der Ausstattung durch die Firma Klangfilm auf Tonfilm im Jahre 1932 leiteten Fritz Müßig und Kurt Haupt. 1934 war Fritz Schönborn Vorführer, ab 1937 sind 404 Sitzplätze im Kino-Adressbuch vermerkt. Das Gebäude und der Kinosaal kamen nahezu unbeschädigt durch die Kriegsjahre und der Betrieb ging bald in den Nachkriegsjahren weiter. Das Eigentum der UFA an den Rollkrug-Lichtspielen führte zur Übernahme durch die USA Finance & Property Control, Tempelhof, Viktoriastraße 15–18. 1950 übernahm Treuhänder A. Feldes wiederum in die „Vereinigte Kukuk, Excelsior-Stern“. Für 404 Zuschauer gab es täglich zwei Filmvorführungen vom Zeiss-Ikon-Projektor und Ton vom Klangfilm-Verstärker. Dia-Projektion mit Ton und die Theater-/Opern-Lizenz boten Möglichkeiten für eine Bühnennutzung. Theaterleiter im UFA-Auftrag war in den 1950er Jahren Wilhelm Hagen. Vom UFA-Vertrieb wurde 1956 die Projektionsmaschine Ernemann VII B, Verstärker Dominar-Variant und Ikovox-Lautsprecher eingebaut, 401 Hochpolstersessel von Stüssel. Die Räume wurden ausgebaut, saniert und renoviert. Mit drei täglichen Vorstellungen konnten 1:2,55-Breitwandfilme in CinemaScope Vierkanal-Magnetton geboten werden. Wobei das Kino nun wieder als „Ufa im Rollkrug“ benannt war. Spätestens 1960 wurde die Schwerhörigenanlage installiert. 1962 wurde Fritz Staar Inhaber des „Kinos im Rollkrug“ mit der „Filmtheaterbetriebe Eva und Ingeborg Staar“, als sich die UFA von bestimmten Filmtheatern trennte. Eva Staar führte das Rollkrug noch bis 1977. Mit dem Ende des Kinobetriebs im Gebäude wurde daraus wie oft ein Supermarkt im Erdgeschoss des fünfgeschossigen Bürohauses. |
| Ru-To-Li Rudower Tonlichtspiele (Lage)                                                              | Rudow Prierosser Straße 32                                     | 1937–1960 | Fußläufig 500 m im Osten vom Rudower (Dorf-)Zentrum befand sich der Saalbau der Gaststätte Lindenpark unter der Adresse Bendastraße 32/34. Am 24. Dezember 1937 eröffnete die Filmtheater-Betriebs-Ges. Kramp und Co. aus Wedding (N 65) die Rudower Ton-Lichtspiele mit 288 Sitzplätzen. Im Kino-Adressbuch von 1937 benannte sich Max Markendorf als Inhaber und gab 1933 als Gründungsjahr an. 1940 ist der Sitz der Filmtheater-Betriebs-Ges. Kramp & Co. ins Hansaviertel (NW 87) verzogen. Der Kinoname ergibt, das von Beginn an zu den täglichen Vorstellungen Tonfilme vorgeführt wurden. Durch die Berliner Randlage blieb der Kinobetrieb in Rudow um Kriegsende bestehen. 1949 ist das Kino im Besitz der Kramp & Co. Filmtheater-Betriebsgesellschaft mit 293 Plätzen als Ru-To-Li aufgenommen. Die Bendastraße wurde im Februar 1950 in Prierosser Straße benannt. 1950 übernahm Ilse Kubaschewski aus Oberstdorf und Rudolf Gravenstein aus Berlin-Charlottenburg das Kino in Treuhänderschaft von Moewes Erben, die Geschäfte führte weiterhin Gerda Kramp. Ab 1951 wurde es als Grenzkino genutzt. „Die Neuköllner Grenzkinos sind weit über den Bezirk verteilt, […] Bemerkenswert ist das RU-TO-LI (Prierosser Straße 32, 300 Sitzplätze), das in den Anfangsjahren von der späteren deutschen Filmverleih-Königin Ilse Kubaschewski betrieben wurde.“ () Das Kino bietet täglich zwei Vorstellungen und ab 1956 eine Spätvorstellung. Die (noch) 283 Plätze sind teilweise mit Hochpolster-Klappsesseln von Kamphöner bestückt. Das Ru-To-Li besitzt einen Ernemann II B-Projektionsapparat, Verstärker von Rectron und Dia-Projektor mit Ton. Der Kinobesitz geht 1956 an Fritz Miethe. 1958 übernehmen die Czudnochowskis, wobei Ilsegret Czudnochowski die eingetragen Firma übernimmt, während Peter Czudnochowski die Geschäfte führte. Von ihnen wird 1959 noch ein Projektionsapparat Erko IV und der TeKaDe-Verstärker beschafft, aber letztlich der Betrieb des Kinos 1960 eingestellt. Der freigewordene Saal (im Grundstücksteil Nr. 32) wurde etwas umgebaut und im Trend der Zeit im Folgenden als Supermarkt (Bantam, Plus) genutzt. Das wenig attraktive Gebäude wird immer noch von Handelseinrichtungen genutzt, in den 2010er Jahren von einem Drogeriemarkt. Das neben dem Saalbau liegende Gebäude – vormals der Gastraum zum Garten auf Grundstück Nummer 34 – ist in der Berliner Denkmalliste aufgenommen. Die ehemalige Gaststätte wird aktuell als Wohnhaus genutzt. |
| Süd-Palast --- Südstern (Lage)                                                                      | Neukölln Silbersteinstraße 77                                  | 1919–1943 | In der Knesebeckstraße 113 befand sich in der Grundstückstiefe der Kaiser-Friedrich-Garten und die Gastwirtschaft von Emil Beerbaum. Das Grundstück stand ab 1916 unter Administration und gehörte ab 1918 Ernst Ohloff. 1918 ließ der damalige Besitzer Ernst Ohloff den Saalbau der Gastwirtschaft zum Lichtspieltheater „Südstern“ für die „Vereinigte Kukuk-Excelsior-Stern“ umbauen. Das Kino mit 480 Plätzen wurde von Direktor Hermann Baum geführt und täglich bespielt und das Programm wurde zweimal je Woche gewechselt. In der Direktion kam zeitweise Hermann Kahlenberg hinzu, ab 1925 sind Plätze für 527 Zuschauer vorhanden. Bis Ende der 1930er Jahre fanden neben Filmvorführungen mit Bühnenschau auch Variete- und Bühnenvorstellungen auf der 35 m² großen Bühne statt. Im Jahre 1929 nahm laut Kino-Adressbuch Fräulein Ohloff den Kinobesitz von der Vereinigte Kukuk-Excelsior-Stern-GmbH. Frau A. Ohloff – wohnhaft Schillerpromenade 2 – hatte mittlerweile den Grundstücksbesitz in der Knesebeckstraße und der Schillerpromenade angetreten. Als 1932 mit dem Besitzerwechsel durch Otto Voß die Einführung der Tonfilmtechnik der Firma Klangfilm erfolgte, nahm dieser auch die mit der Stern beendete Beziehung als Anlass zur Umbenennung in „Südpalast“. Die bislang erfolgte akustische Unterstützung der Stummfilme durch Musiker wurde von einer mechanischen Musik ersetzt. Geschäftsführer (Vorführer) für den Kinobesitzer Voß war Otto Neumann. Es sind ab 1935 noch 473 Sitzplätze notiert. Der Kinobetrieb ging in den Kriegsjahren weiter, bis er 1943 endete, als der „Südpalast“ durch Luftangriffe beschädigt wurde. Die Knesebeckstraße wurde 1950 in Silbersteinstraße umbenannt und die Nummerierung von fortlaufend auf wechselseitig umgestellt. So erhielt das vormalige Kinogrundstück die Adresse Silbersteinstraße 77. Bis zum Abbruch des Wohnhauses im Jahr 1982 diente der verkleinerte Saalbau als Möbellager der „Ohloff’sche Erben Stargardt“. Nach dem Abriss wurde ein fünfgeschossiges Wohnhaus 77/79 neu erbaut. |
| UCI Gropius-Passagen (Lage)                                                                         | Gropiusstadt Johannisthaler Chaussee 307                       | seit 1997 | Mit der Großsiedlung Gropiusstadt wurde 1969 eine Einkaufsmeile in Pavillonbauweise an der Johannisthaler Chaussee (293–327) geschaffen und ab 1994 die Gropius Passagen über diesem Areal 295–327 gebaut. Der erste Bauabschnitt (297–321) war im November 1996, der zweite (301–307) im September 1997 fertig und das Haus öffnete am 2. September 1999. Die UCI eröffnete die „Kinowelt Gropius Passagen“ am 30. Oktober 1997 mit sechs Kinosälen und insgesamt 1695 Plätzen. Diese sechs Kinos waren mit dem Bau des Passageteils im zweiten Geschoss eingerichtet worden. Im Gesamtbau auf dem Grundstück Johannisthaler Straße 307 befindet sich unter dem Dach sich das Foyer neben der Glaskuppel in zwei Geschosse. In den drei Farben Blau, Gelb und Rot gehalten werden die Eintrittskarten unten verkauft. Der obere Vorraum zu den Sälen wurde Anfang 2008 umgestaltet, statt der Bistrotische mit Stühlen wurden für das Café der Verkaufstheke zum Eichenparkett passende dunkelbraune Zweisitzer-Sofas gestellt. Es gibt eine Spielecke für Kinder. Die sechs Kinosäle gehen vom Foyer ab. - Kino 1: 184 Sitze in 13 Reihen, Digitale Projektion auf 67 m², Dolby Digital, DTS - Kino 2: 172 Sitze in 12 Reihen, Projektion in Digital/3D auf 68 m², Dolby Digital - Kino 3: 200 Sitze in 13 Reihen, Digitale Projektion auf 55 m², Dolby Digital, DTS - Kino 4: 491 Sitze in 19 Reihen, Projektion in Digital/3D auf 157 m², Dolby Digital, DTS, SDDS - Kino 5: 324 Sitze in 15 Reihen, Projektion in Digital/3D auf 106 m², Dolby Digital - Kino 6: 334 Sitze in 15 Reihen, Projektion in Digital/3D auf 106 m², Dolby Digital Bis auf den größten Saal „Kino 4“ ist das Design der anderen gleich: Schwarze Decken, rote Wände mit grauer Borte und Leinwand ohne Vorhang. Alle Säle besitzen rechteckige Lampen die einen Zelluloidstreifen darstellen. Gänge und Treppen sind mit dem blauen 'UCI'-Teppich ausgelegt und rote Lichtleisten beleuchten im Dunkeln die Stufen. Mitte 2012 wurden in den letzten beiden Reihen „VIP-Sessel“ installiert: breite Armlehnen, ergonomisch geformte Rückenlehnen, hohe Kopfstützen. Der Saal 4 hat die gleichen Sessel und Lampen, nur die Wände sind Blau und nicht Rot. Die riesige Leinwand ist hier gekrümmt und zusätzlich wurde eine kleine Bühne vorgesetzt. Die Projektion in diesem Saal gilt unter Fachleuten als eine der besten in Berlin. |
| Union (Lage)                                                                                        | Neukölln Kienitzer Straße 85 Flachbau hinter Hermannstraße 202 | 1910–1964 | Das Grundstück Steinmetzstraße 83 war zur Kopfstraße durchgehend. Wohl im Gebäude des hinteren Grundstückteils richteten Pusewey & Eggert 1910 ein Kinematographentheater ein. 1918 ist das Union-Kino mit 200 Plätzen und täglichen Aufführungen im Besitz von Frau Frieda Hollenbach aus der Müggelstraße 21 a explizit benannt. In der Kino-Adressbuchausgabe 1920 ist Bertha Frankenstein, 1921 Hermann Lindemann, 1924 Kuno Rohland (192 Plätze), 1925 dann Hans Stolz. Ab 1927 ist Wilhelm Lampl der Inhaber des Union-Kinos: 205 Plätze, tägliche Vorstellungen, zwei Programmwechsel je Woche, vier Musiker untermalen die Stummfilme akustisch, die Geschäfte führteI. Härting. Im Kino-Adressbuch ließ Lampl als Jahr der Gründung des Kinematographentheaters anfangs 1907, dann 1912 eintragen, seit 1930 nannte er 1910 als Gründungsjahr des Kinos. 1932 wurde in das Kino mit 260 Sitzplätzen die Klangfilm-Technik für das Vorführen von Tonfilmen eingebaut. 1934 ist Else Schubert Kinobesitzerin, 1937 wurde es Margot Hilgendorf. Diese führte den Kinobetrieb in den Kino- und Nachkriegsjahren ab 1941 als Union-Lichtspiele. 1950 ändert sich die Adresse in Kienitzer Straße 85, da mit der Umbenennung eine Umstellung von Hufeisen- auf wechselseitige Nummerierung der Grundstücke erfolgt war. 1962 wurde Gerda Hilgendorf die Besitzerin. Die Unionlichtspiele sind ab Ende der 1950er Jahre mit Holzstühlen für 276 Zuschauer ausgerüstet. Vorführungen erfolgen täglich, jede Woche gibt es 17 Vorstellungen dazu eine Jugend- und eine Spätvorstellung. Die Kinotechnik mit einer Bauer 5-Apparatur und Reinkohlelicht, dazu die Tonwiedergabe mittels Klangfilmverstärker erlaubten SuperScope in Einkanal-Lichtton. Der Betrieb wurde in dem kleinen Kino bei sinkenden Besucherzahlen wohl unrentabel und 1964 eingestellt. Die Altbauten östlich der Falkstraße wurden um 1970 abgerissen und von der Kopfstraße her mit Wohnhäusern neu bebaut. Dadurch war die Kienitzer Straße verkürzt und Ende der 1970er Jahre wurde auch das Kinogrundstück mit den Nachbarhäusern abgerissen und um 1982 wurden gleiche Neubauten errichtet. An der Nordseite blieben Kienitzer Straße 84/90 erhalten, der Wohnblockring Kopfstraße 25, 26, Falkstraße 20 ist unvollendet. Vom Kinobau blieb nichts erhalten, er lag am hinteren Flachbau des Möbelmarktes von Hermannstraße 201/202. |
| Universal-Theater (Lage)                                                                            | Neukölln Karl-Marx-Straße 204/206                              | 1911–1921 | Im Hause Bergstraße 55/56 befand sich die Ein- und Verkaufsstelle des Kinematographen Besitzer-Vereins. 1911 eröffnete hier der Kinematographenbesitzer Bernhard Finke ein Kinematographentheater. Im Adressbuch 1914 ist Finke im Einwohnerteil noch als Kinematographenbesitzer aufgenommen, 1915 weder im Einwohner- noch im Adressteil. Während der Kriegsjahre ist weder das Theater noch eine ähnliche Einrichtung eingetragen. 1920 und 1921 ist im Kino-Adressbuch das „Universal-Theater“ von Ferdinand Schulz angegeben. Dieses Kinematographentheater besaß 140 Plätze und wurde täglich bespielt. Nach dem 1921 gibt es keine Hinweise mehr. Die Bergstraße wurde 1947 bei der Umstellung der Nummerierungsart in Karl-Marx-Straße umbenannt. Auf dem Grundstück Karl-Marx-Straße 204–206, das den Zweiten Weltkrieg unbeschadet überstanden hatte, befindet sich ein Wohnhaus mit Ladengeschäften und der Gewerbehof mit drei Quergebäuden. |
| Weichsel-Lichtspiele (Lage)                                                                         | Neukölln Karl-Marx-Straße 55                                   | 1907–1921 | An der Ostecke zur Weichselstraße 1 hatte 1907 der Gastwirt V. Michalowski in der Berliner Straße 80–81 seinen Kinematographen betrieben. Im nächsten Jahr hatte Michalowski das Kino und auch das Restaurant aufgegeben, er ist nicht mehr im Berliner Einwohnerverzeichnis enthalten. Im Adressbuch 1910 ist der Architekt Volney Michalowski in der Donaustraße 118 pt. (Ecke Weichselstraße 5.6) eingetragen. Im Jahr 1909 betrieb Eugen Bastanier den Kinematographen in der Berliner Straße 80/81. Unter den Einwohnern von Berlin ist der in der Rixdorfer Tellstraße 13 wohnende Eugen Bastanier 1910 bis 1913 der Kinobesitzer in der Berliner Straße 80/81 und am Kottbusser Damm 83–85. Für das Jahr 1919 gibt Joseph Serno (statt Eigentümer) als Beruf im Adressbuch 1920 erstmals Kaufmann an, im Adressteil als Sernow. Im Kino-Adressbuch sind 1920 und 1921 die „Weichsel-Lichtspiele“ von Joseph Serno mit 200 Plätzen und täglichen Vorstellungen aufgenommen. Weder im Kinoadressbuch noch im Berliner Adressbuch gibt es Hinweise auf einen Kinobetrieb in der Berliner Straße 80/81 nach 1922. 1928 bis vor 1940 sind die Geschwister Serno (Bergstraße 144) als Eigentümer des Hauses und Kaffeehausbesitzer notiert, zudem bestand die Bäckerei Schöneck im Haus. Seit 1947 wurde die Ecke Wechselstraße bei gleichzeitiger Änderung der Grundstückszählung in Karl-Marx-Straße 55 adressiert. In dem fünfgeschossigen Wohnhaus werden die im Erdgeschoss am schräggestellten Eckeingang erkennbaren vormaligen Kinematographen- und Gasträume seit den 1950er Jahren durch ein großflächiges Ladengeschäft genutzt. Offensichtlich sind die großflächigen Schaufenster bei einer Gebäudesanierung eingebaut worden. Auch die benachbarte Bebauung ist im Weltkrieg weitestgehend unbeschädigt erhalten geblieben. |
| Weltfilmbühne (Lage)                                                                                | Neukölln Kottbusser Damm 76                                    | 1947–1964 | Das Grundstück Kottbusser Damm 76 hat eine Straßenfront von 25 Meter und geht 100 Meter in die Tiefe. 1911 stand hier der Neubau. Das Vorderhaus wurde wie Nachbargebäude (73–76) bei Luftangriffen beschädigt und in den 1950er als Mietshaus verkleinert wieder aufgebaut. Im hinteren Teil liegt das „Ballhaus Rixdorf“, dessen Gebäude wurde 1910 als Hohenstaufen-Festsäle. In den Nachkriegsjahren wurde 1947 die Welt-Film-Bühne im Hinterhof eingerichtet. In dem Kino von Johanna Hoßfeld bestanden 520 Zuschauerplätze und eine Bühne von 6 m × 5 m × 8 m Größe mit Theaterlizenz, täglich gab es zwei Vorstellungen. Die Kinoeinrichtung war ein Projektor ‚Ernemann VII B‘ und Klangfilm-Verstärker ‚Klarton‘ und Dia mit Ton, die Geschäfte führte Erich Bläsing. Ab 1953 war dies Oskar Roeder, es gab täglich drei Vorstellungen und im weiteren noch eine Spät- und eine Matinevorstellung. Die Tonverstärker waren danach Klangfilm-Eurodyn. 1956 wurde auf Breitwand mit einer Leinwand von 7,4 m × 3,8 m und dem Bild- und Tonsystem CinemaScope Einkanal-Lichtton in 1:2,35 erweitert. Die Bestuhlung waren 493 Flach- und Hochpolsterklappsessel. Zudem war aus Johanna Hoßfeld die Frau des Geschäftsführers Johanna Roeder geworden. Die Welt-Film-Bühne wurde zwar als Kino noch 1966 aufgenommen. Der Spielbetrieb endete 1964, danach kam darin das Rixi unter. Ab 1966 etablierte sich der Penny-Club, wo in den 1970er Jahren dort zahlreiche Bands probten. Seit 1975 ist es ‚Studio und Event-Location‘ unter dem Namen Ballhaus Rixdorf. |
| Wien Berlin (Lage)                                                                                  | Neukölln Hermannstraße 233                                     | 1910–1962 | Die Gründung des Lichtspielhauses erfolgte an der Ecke Zietenstraße im Mietshaus Hermannstraße 210, wo 1910 der Bildhauer Richard Potschka ein Kinematographentheater eröffnete. Die Lichtspiele im „Zietenhof“ und das Café sind dabei erstmals im Adressteil des Berliner Adressbuchs aufgenommen. Im Einwohnerteil der Adressbücher ist „Potschka & Co.“ im Jahr 1910 und 1911 mit dem Kinematograph „Neues Theater Lichtbildspiele“ in der Hermannstraße 210 (500 m südlich zwischen Briese- und Werbellinstraße, damals Zietenstraße) verzeichnet. Das Wohnhaus Hermannstraße 233, mit dem für eine Restauration im Eckhaus (zu Biebricher Straße 15.16) typischen schrägen Eingang an der Hausecke liegt an der Nordseite der Biebricher Straße und grenzt an den St.-Jacobi-Kirchhof I. Nach Ruhe des Kinobetriebs im Jahre 1913 wurde im neu errichteten Wohnhaus mit Restaurationsräumen im Erdgeschoss 1914 der Kinematograph „Neues Theater“ von „Richard Potschka & Co.“ in den Neubau umgesetzt. Richard Potschka wird nach 1913 wieder als Bildhauer und (1915) Stukkateur bezeichnet ist aber im Gewerbeteil jeweils nicht als solcher eingetragen. Seinen Wohnsitz verlegte er vom Richardplatz 8 zur Schudomastraße 7/8 und dann in die Schierkestraße 35, für 1915 ist er als Stukkateur geführt. Otto Schulze ist zudem erst ab 1918 im Berliner Adressbuch nachweisbar. Es bleibt ungeklärt, wann und durch wen die Umsetzung des Kinematographen erfolgt ist oder ob in den Jahren des Ersten Weltkriegs der Betrieb ruhte. Für das Jahr 1918 übernimmt Otto Schulze das Lichtspielhaus mit 250 Plätzen in der Hermannstraße 233 unter dem Namen „Wien-Berlin“. Unter diesem Kinonamen wird es 1920/1921 von Richard Wagner aus Treptow – mit angegebenen 300 Sitzplätzen – weitergeführt, er gibt als Gründungsjahr des Kinematographentheaters 1910 im Kinoadressbuch an. Der nächste Eintrag im Adressbuch der Lichtbild-Bühne belegt für 1924 bis 1928 Karl Fried für das Lichtspielhaus Wien-Berlin, mit Fritz Sewitzkat als Geschäftsführer (1927) und dem Zusatz per Adresse Bayerische Filmgesellschaft. Schließlich übernimmt ab 1929 Eduard Rösler den Betrieb der 300 Plätze im Wien-Berlin und setzt vier Musiker zur Untermalung der täglich vorgeführten Stummfilme ein. Im Jahr 1931 erfolgt die Einführung der Tonfilmvorführung mit Kinoton-Technik. In der Mitte der 1930er Jahre wird die Platzanzahl von 300 auf 313 erhöht und 1939 wird Emma Rösler zur Inhaberin des Lichtspielhauses Wien-Berlin. Das Gebäude bleibt wohl ohne wesentliche Kriegseinwirkung bespielbar und der Kinobetrieb wird in den Nachkriegsjahren durch Emma Rösler fortgesetzt. 1957 macht sie Ilse Scholz zur Geschäftsführerin, tägliche Vorstellung auf 313 ungepolsterten Kamphöner-Zuschauerplätzen, 17 Vorstellungen je Woche. Mit einem Ernemann-IV-Projektor werden Breitwandfilme 1:2,35 in Cinemascope Einkanal-Lichtton angespielt. In dieser Konstellation erfolgte der Betrieb des Kinos Wien-Berlin bis 1962, als wohl sinkende Zuschauerzahlen die Rentabilität verringerten. Das restaurierte Eckgebäude Hermannstraße 233 mit Anschluss an die Biebricher Straße 15 und mit dem typischen Restauranteingang an der Hausecke im Erdgeschoss wurde zwischenzeitlich gastronomisch genutzt und hat auch leer gestanden. Seit 2012 befindet sich die Cafe-Bar-Bühne „Villa Neukölln“ in den Kinoräumen des Wien-Berlin. Es stehen 120 Sitzplätze für Veranstaltungen unterschiedlichster Art – beispielsweise zum Kunstfestival 48 Stunden Neukölln, als Ballsaal oder für Diskussionsrunden – zur Verfügung. Bei Veranlassung können mit alter Kinotechnik noch Filme vorgeführt werden. So wurde im Januar 2014 der Film Lichter der Großstadt aus dem Jahr 1931 gegeben. Dagegen hatte das Haus Hermannstraße 210 zwar den Krieg überstanden, wurde aber um 1980 abgerissen. Mit der fortschreitenden Neubebauung an der Werbellinstraße zur Hermannstraße wurde das Kinogebäude bis 1984 durch einen Reihen-Wohnblock ersetzt. Die Kinoräume in der 210 aus den Jahren 1910/1912 sind damit verschwunden. |
| Wolf (Lage)                                                                                         | Neukölln Weserstraße 59                                        | seit 2017 | Kino mit zwei Sälen und Café-Bar, eröffnet am 14. Februar 2017. Die Sessel in den beiden Sälen stammen aus dem Adria-Kino in Berlin-Steglitz. Daneben gibt es nebenan noch das Wolf Studio (Eingang Wildenbruchstraße), einen veränderbaren Raum für Filmvorführungen, Ausstellungen und Workshops. |